# Qaqortoq
Qaqortoq (zastarale nebo někdy počeštěně Kakortok), dříve Julianehåb nebo Julianehaab, je město v kraji Kujalleq v Grónsku. Je to hlavní a největší město kraje Kujalleq a páté největší město v Grónsku. V roce 2018 tu žilo 3093 obyvatel.

## Historie
Oblast byla poprvé osídlena v 3. tisíciletí př. n. l. Oblast byla nejprve osídlena Saqqackou kulturou, kolem roku 780 př. n. l. byli tito lidé vyhnáni Dorsetskou kulturou. V 10. století byla tato oblast navštívena Nory, kteří nedaleko města založili dnes již zaniklou osadu Qaqortukulooq (norsky Hvalsey). Do oblasti dorazili ve 12. století Thulští lidé, kteří vyhnali Nory i předchozí obyvatele z oblasti. V oblasti ještě nějakou dobu zůstali, ale poté ji opustili a šli dále na východ.
Trvalá osada byla založena v roce 1774 norským obchodníkem Andersem Olsenem. Byla založena jako Julianehaab, osada byla pojmenována po dánské a norské královně Julianě Marii Brunšvické. Osada byla někdy chybně pojmenována jako Julianeshaab, a jméno bylo někdy poangličtěno na Juliana's Hope. Po změny pravopisu dánštiny v roce 1948 bylo město přejmenováno na Julianehåb, název Qaqortoq znamená v grónštině "bílý" a byl uznán v roce 1979 po vyhlášení autonomie Grónska.

## Infrastruktury
V Qaqortoqu se nachází základní, střední a vysoká škola, nemocnice, cestovní kancelář, hostel pro turisty, fotbalový stadion, muzeum, kostel, pět obchodů s potravinami, pošta, dvě restaurace, dva obchody s domácími potřebami, banka, přístav a obchod s oblečením. Nachází se tu také jediné koželužství v Grónsku s názvem Great Greenland Furhouse. Qaqortoq má internetové, mobilní, televizní a rozhlasové pokrytí. Nedaleko města se také nachází vodní elektrárna.

## Geografie
Qaqortoq se nachází u stejnojmenného fjordu, ústícího do Labradorského moře. Nedaleko města se nacházejí také sídla Eqalugaarsuit (12 km), Ammassivik (37 km), Narsaq (21 km) a Alluitsup Paa (38 km).

### Klima
Qaqortoq má subpolární klima, s mírnými, deštivými léty a chladnými, suchými zimami:

| Qaqortoq – podnebí                    | Qaqortoq – podnebí | Qaqortoq – podnebí | Qaqortoq – podnebí | Qaqortoq – podnebí | Qaqortoq – podnebí | Qaqortoq – podnebí | Qaqortoq – podnebí | Qaqortoq – podnebí | Qaqortoq – podnebí | Qaqortoq – podnebí | Qaqortoq – podnebí | Qaqortoq – podnebí | Qaqortoq – podnebí |
| Období                                | leden              | únor               | březen             | duben              | květen             | červen             | červenec           | srpen              | září               | říjen              | listopad           | prosinec           | rok                |
| ------------------------------------- | ------------------ | ------------------ | ------------------ | ------------------ | ------------------ | ------------------ | ------------------ | ------------------ | ------------------ | ------------------ | ------------------ | ------------------ | ------------------ |
| Nejvyšší teplota [°C]                 | 12,3               | 11,5               | 10,8               | 14,0               | 20,4               | 20,0               | 20,4               | 22,0               | 18,0               | 16,6               | 13,7               | 12,0               | 22,0               |
| Průměrné denní maximum [°C]           | −2,2               | −1,7               | −1,0               | 2,8                | 6,9                | 9,2                | 11,1               | 11,0               | 8,0                | 3,9                | 0,8                | −1,4               | 4,0                |
| Průměrná teplota [°C]                 | −5,7               | −5,3               | −4,7               | −1,6               | 3,3                | 5,3                | 7,2                | 7,4                | 4,9                | 1,1                | −2,1               | −4,6               | 0,4                |
| Průměrné denní minimum [°C]           | −9,2               | −8,8               | −8,4               | −4,4               | −0,4               | 1,3                | 3,3                | 3,7                | 1,9                | −1,7               | −5,0               | −7,8               | −3,0               |
| Nejnižší teplota [°C]                 | −30,0              | −25,2              | −26,0              | −16,4              | −12,8              | −6,0               | −2,4               | −3,4               | −8,5               | −11,0              | −18,0              | −21,6              | −30,0              |
| Průměrné srážky [mm]                  | 57                 | 51                 | 57                 | 56                 | 56                 | 75                 | 97                 | 93                 | 92                 | 72                 | 78                 | 73                 | 857                |
| Sněžení [cm]                          | 10,3               | 8,8                | 9,5                | 8,3                | 4,2                | 1,0                | 0,1                | 0,1                | 1,5                | 5,4                | 8,3                | 10,3               | 67,8               |
| Dní s deštěm                          | 8,5                | 7,4                | 8,2                | 8,5                | 7,4                | 9,5                | 10,3               | 9,1                | 9,2                | 7,8                | 9,1                | 9,8                | 104,8              |
| Zdroj: Dánský meteorologický institut |                    |                    |                    |                    |                    |                    |                    |                    |                    |                    |                    |                    |                    |

## Galerie

Panorama Qaqortoqu

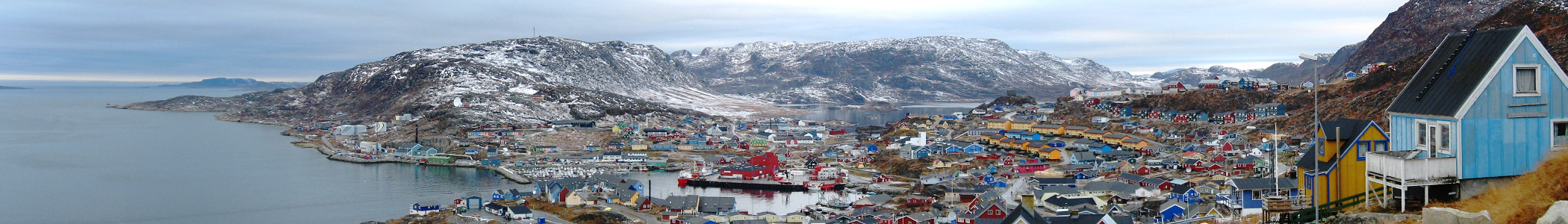
Panorama Qaqortoqu z východu

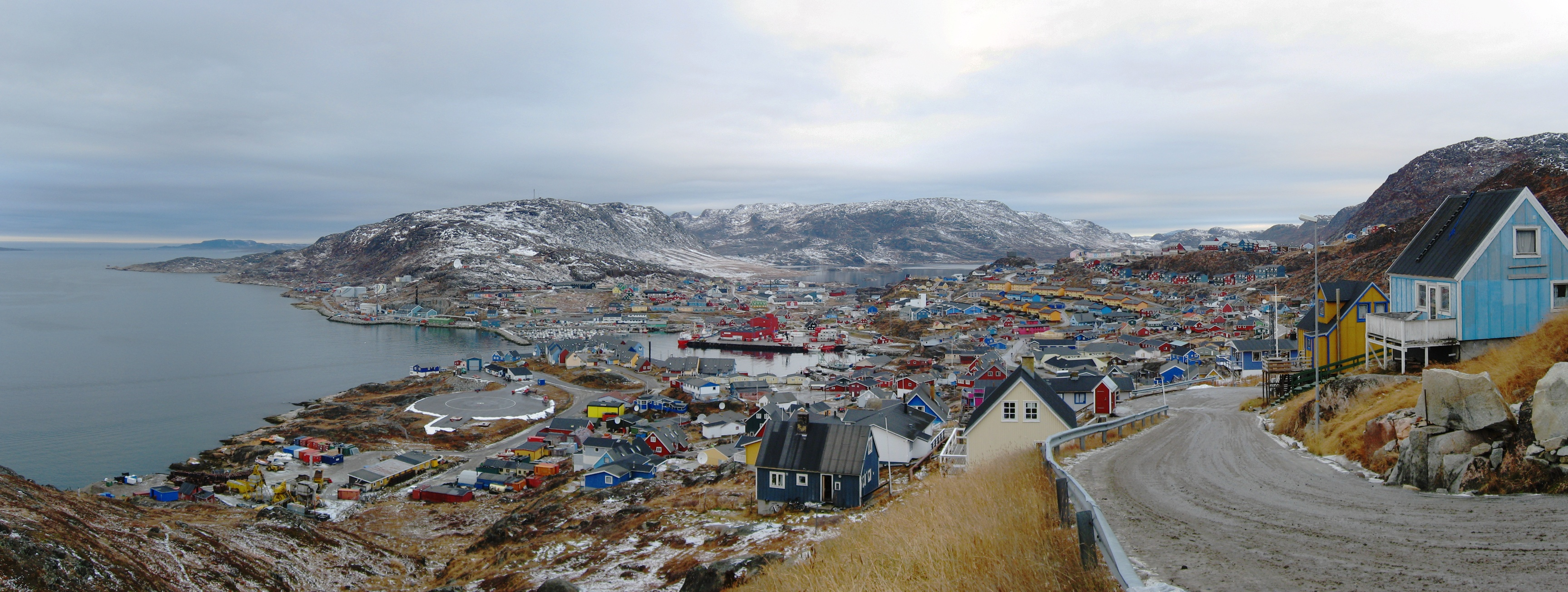
Qaqortoq na podzim
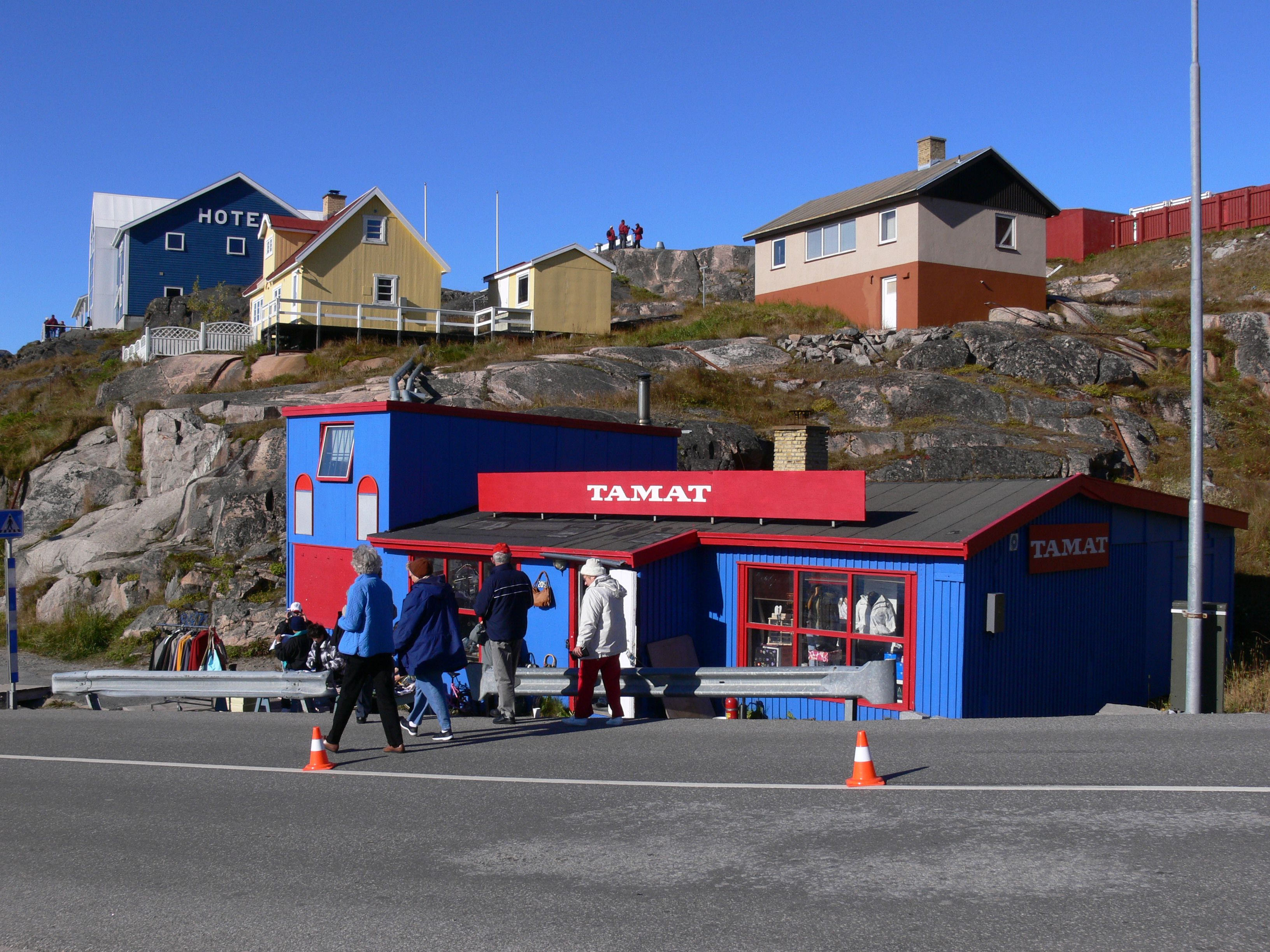
Obchod v Qaqortoqu
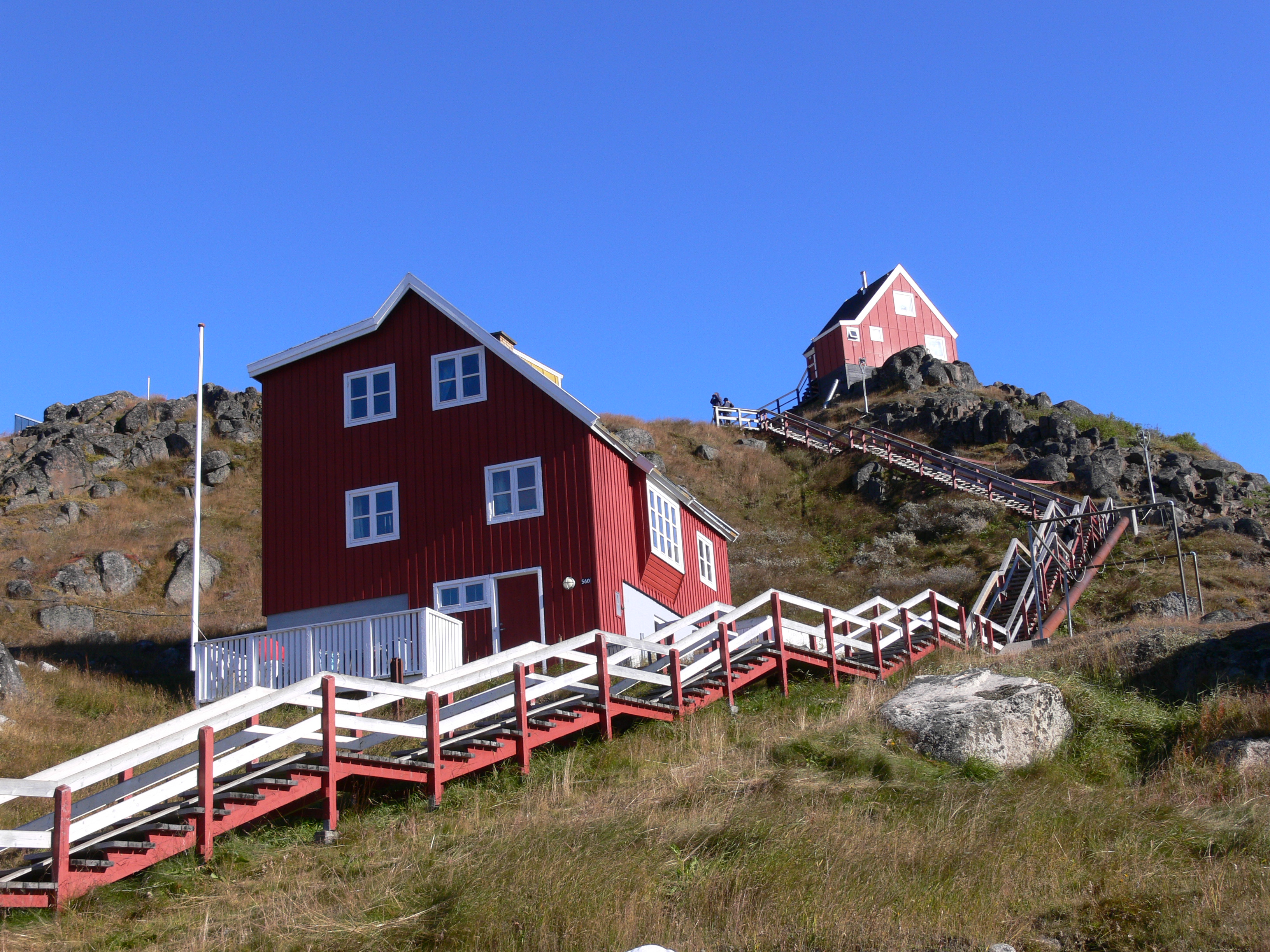
Schodiště v Qaqortoqu
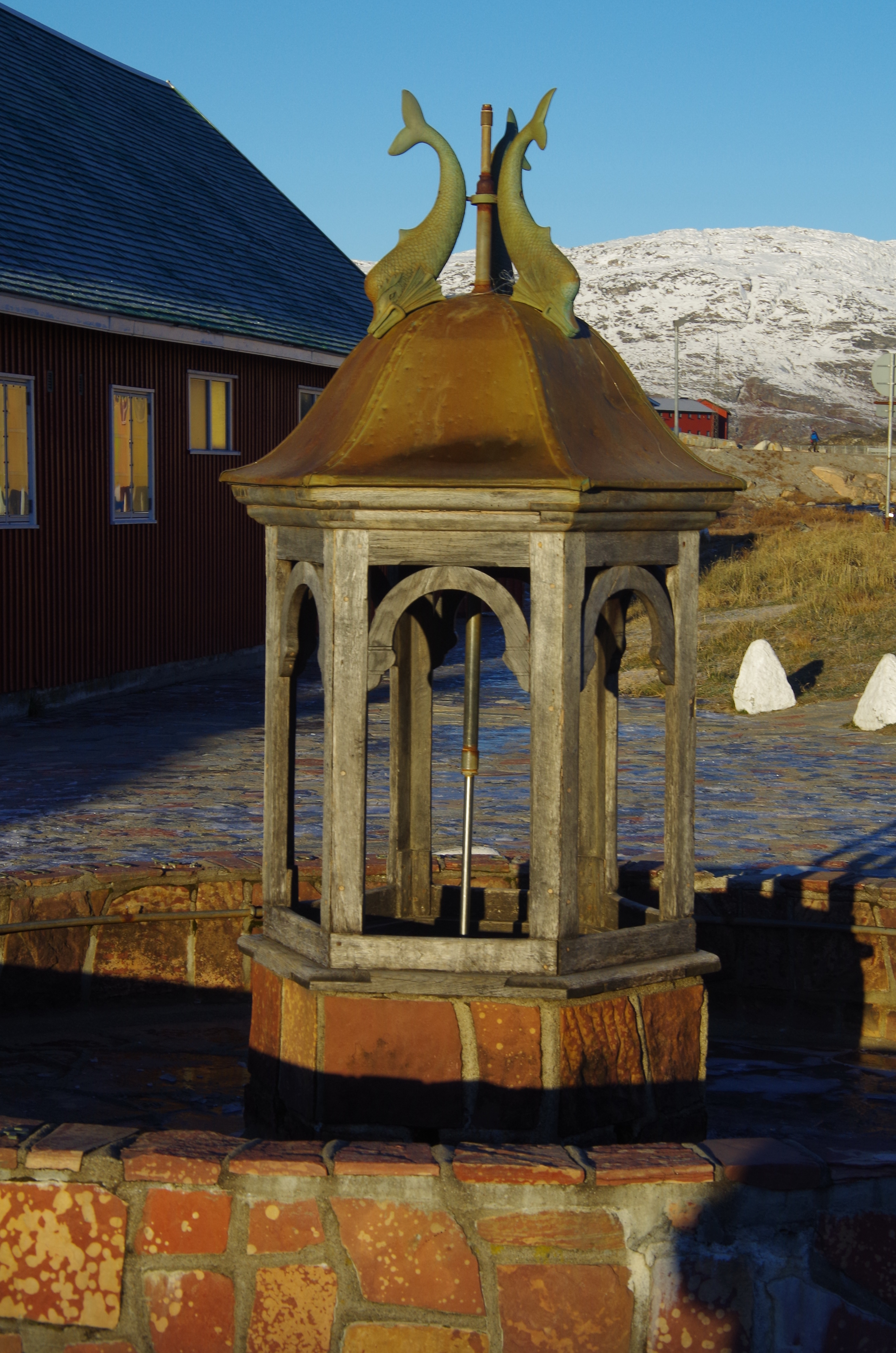
Kašna v Qaqortoqu
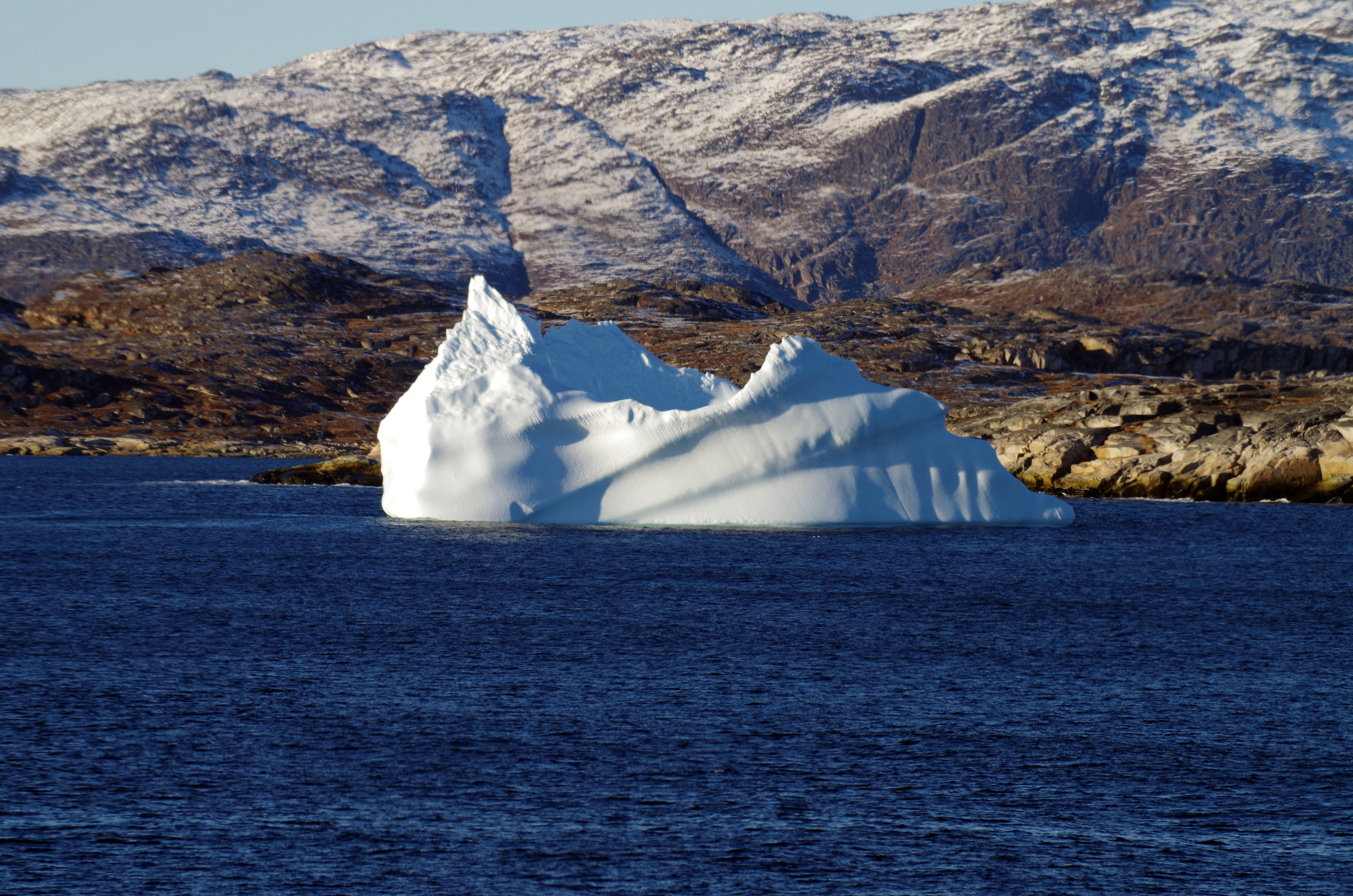
Ledovec u Qaqortoqu
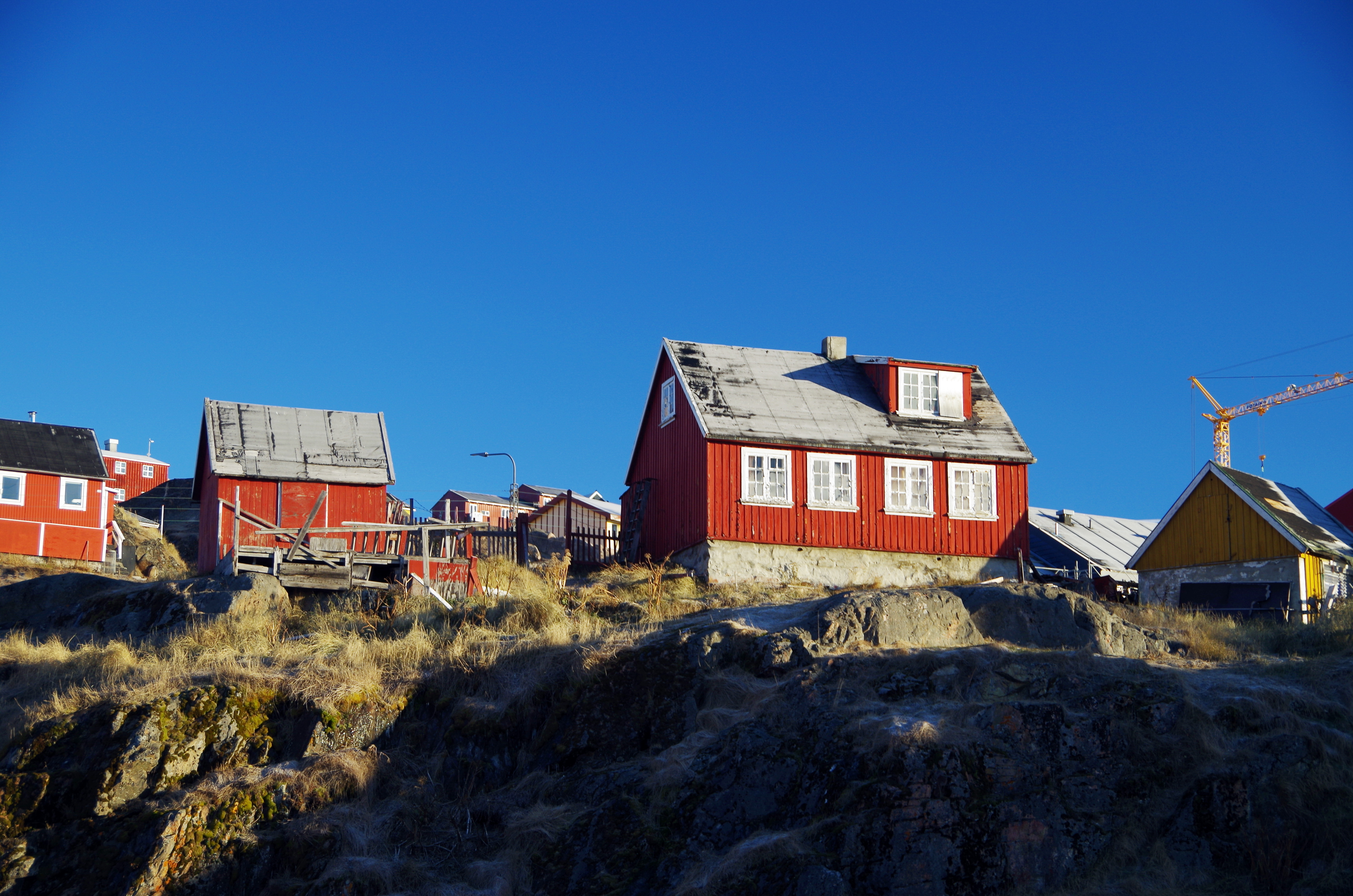
Domy v Qaqortoqu
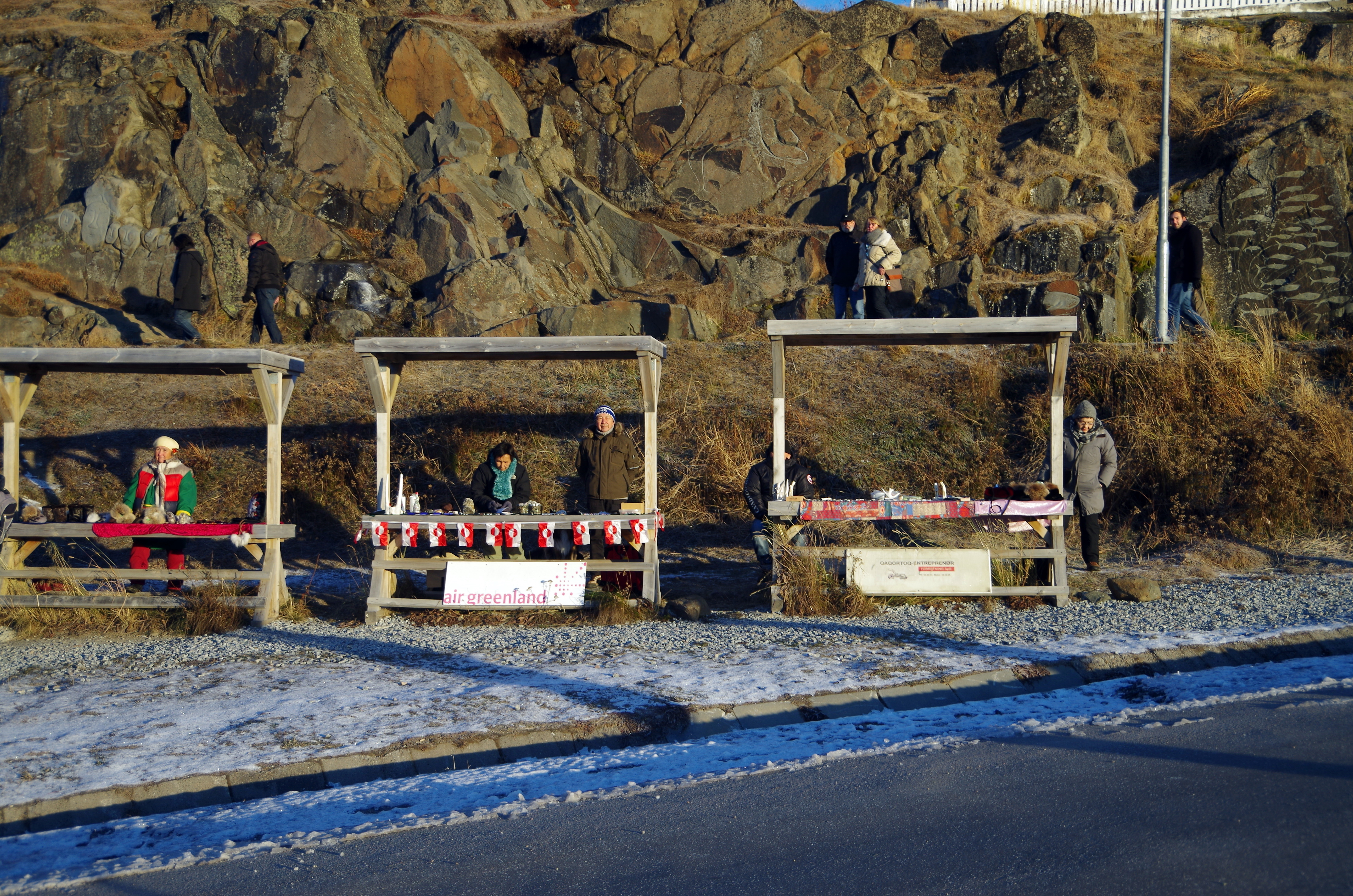
Stánky v Qaqortoqu
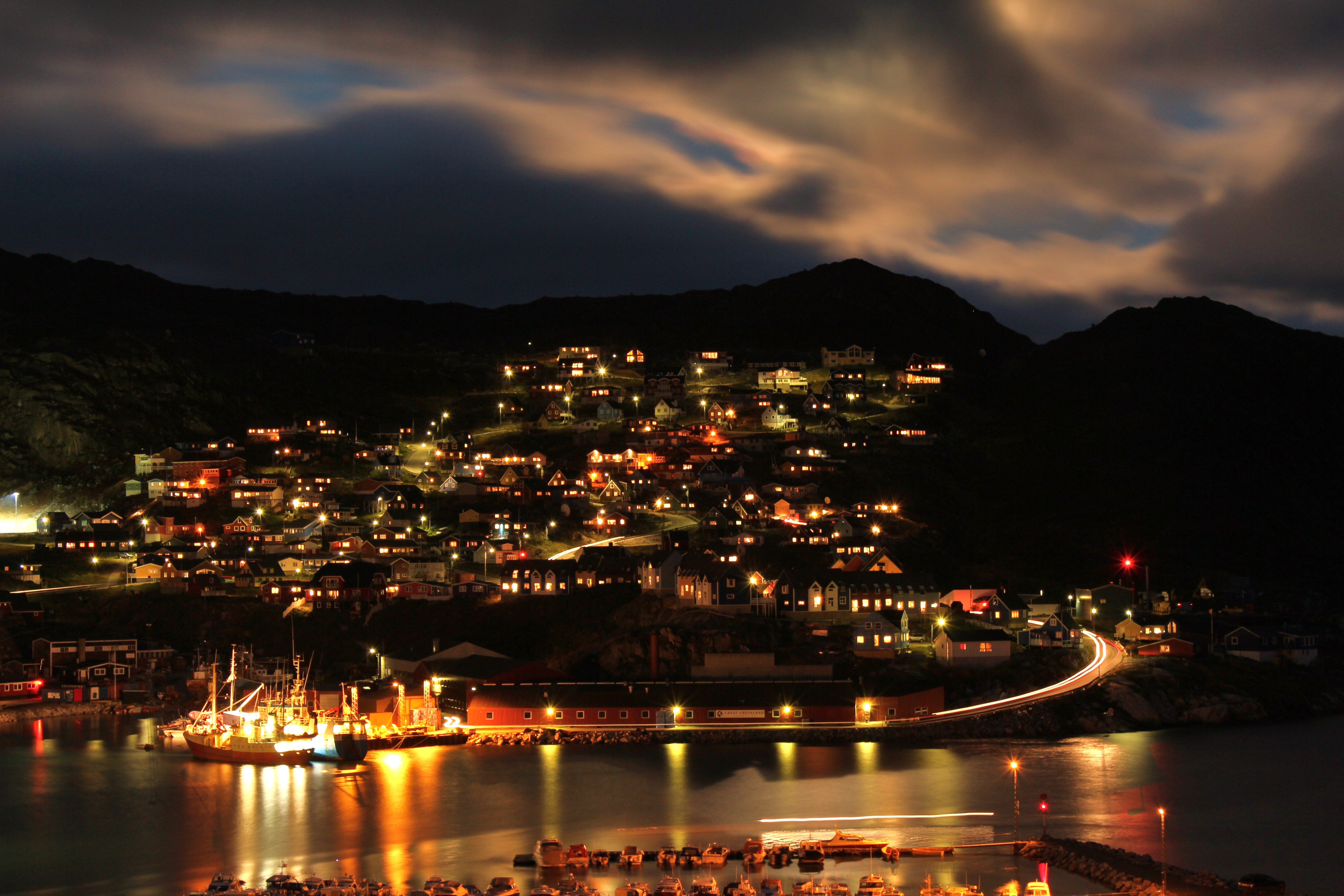
Qaqortoq v noci
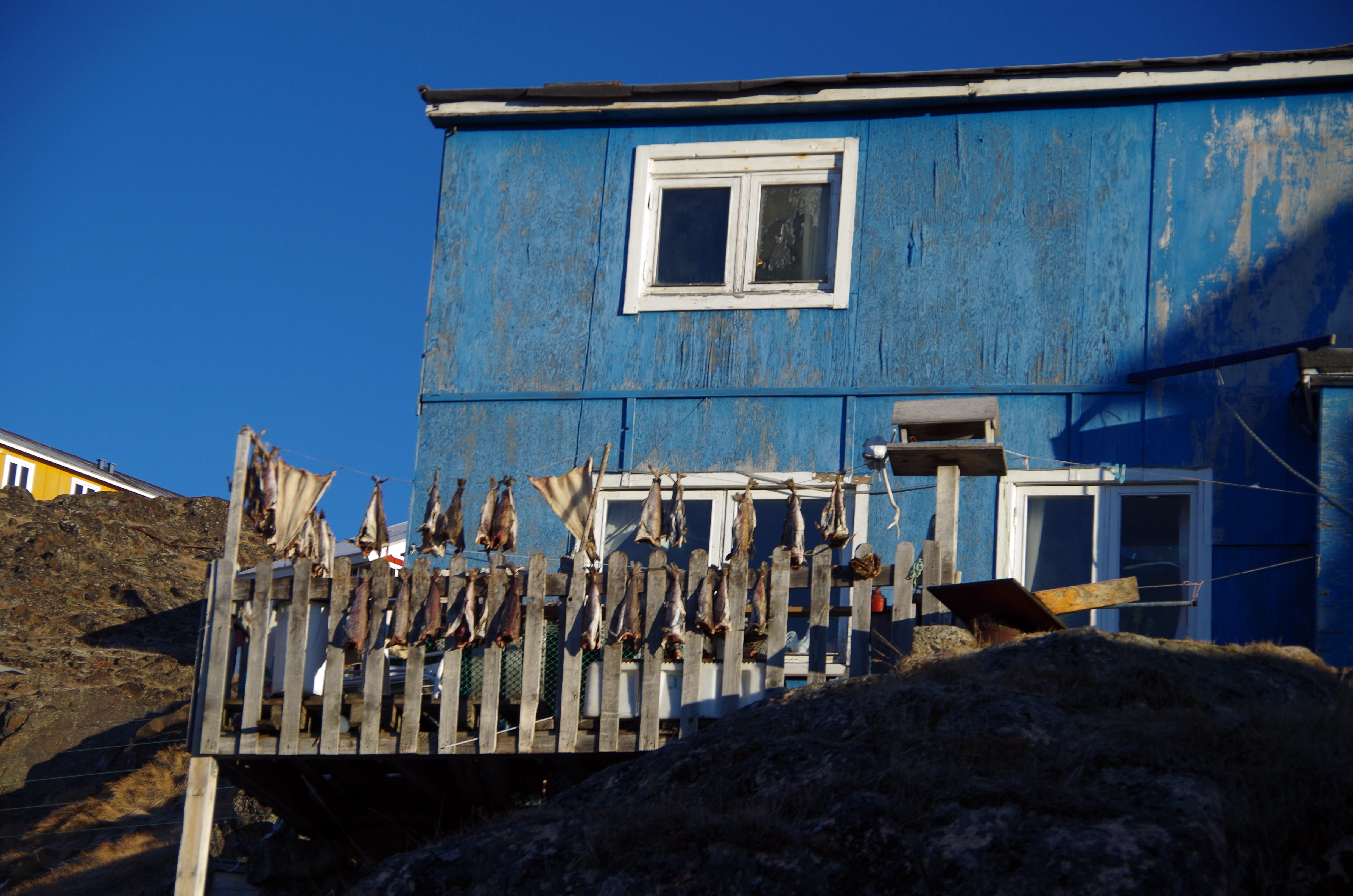
Sušení ryb v Qaqortoqu
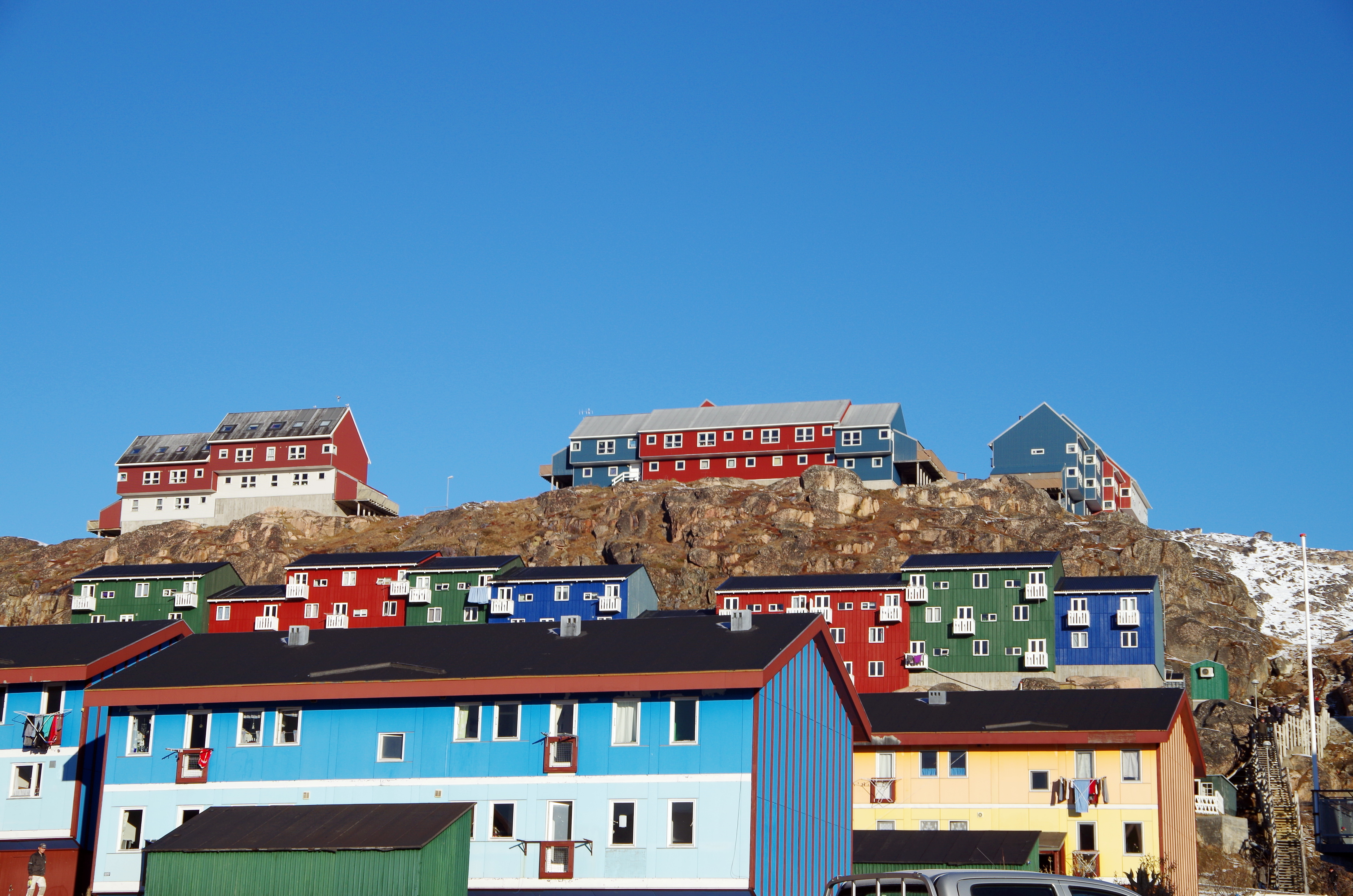
Domy v Qaqortoqu
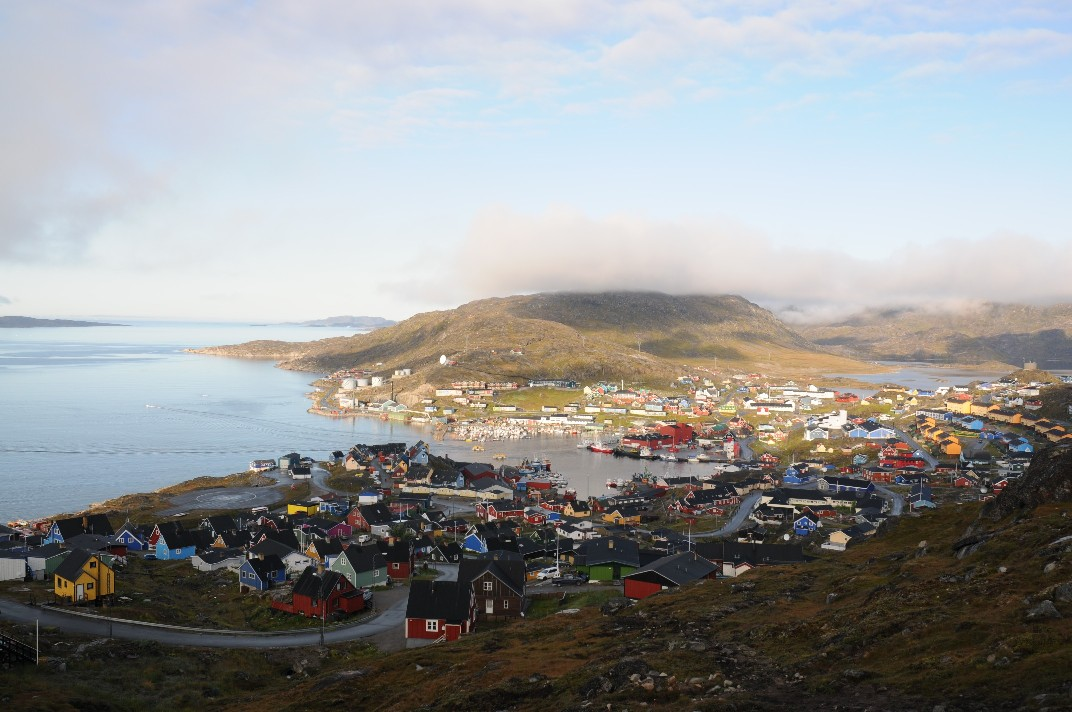
Pohled na Qaqortoq
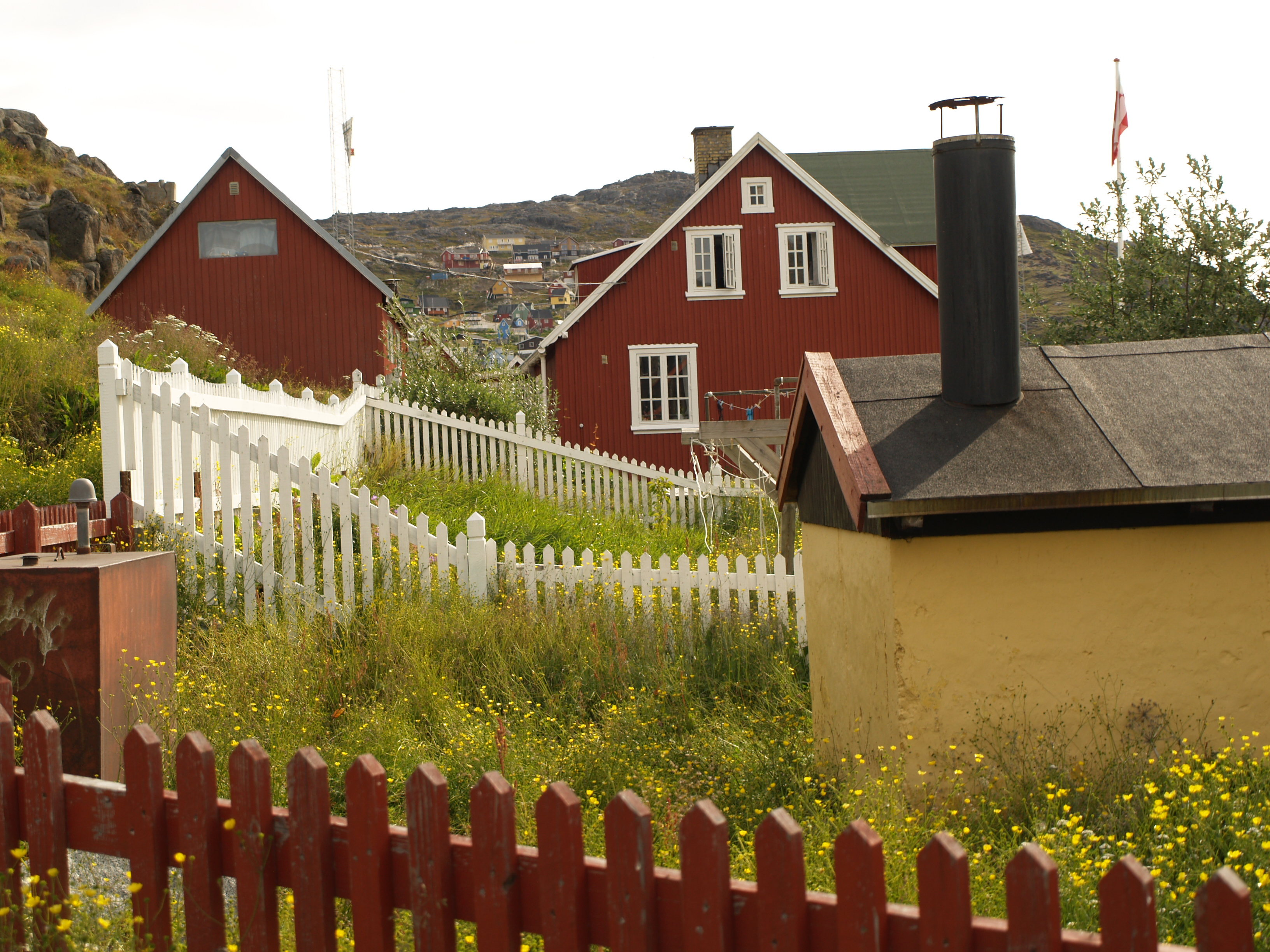
Qaqortoq v létě
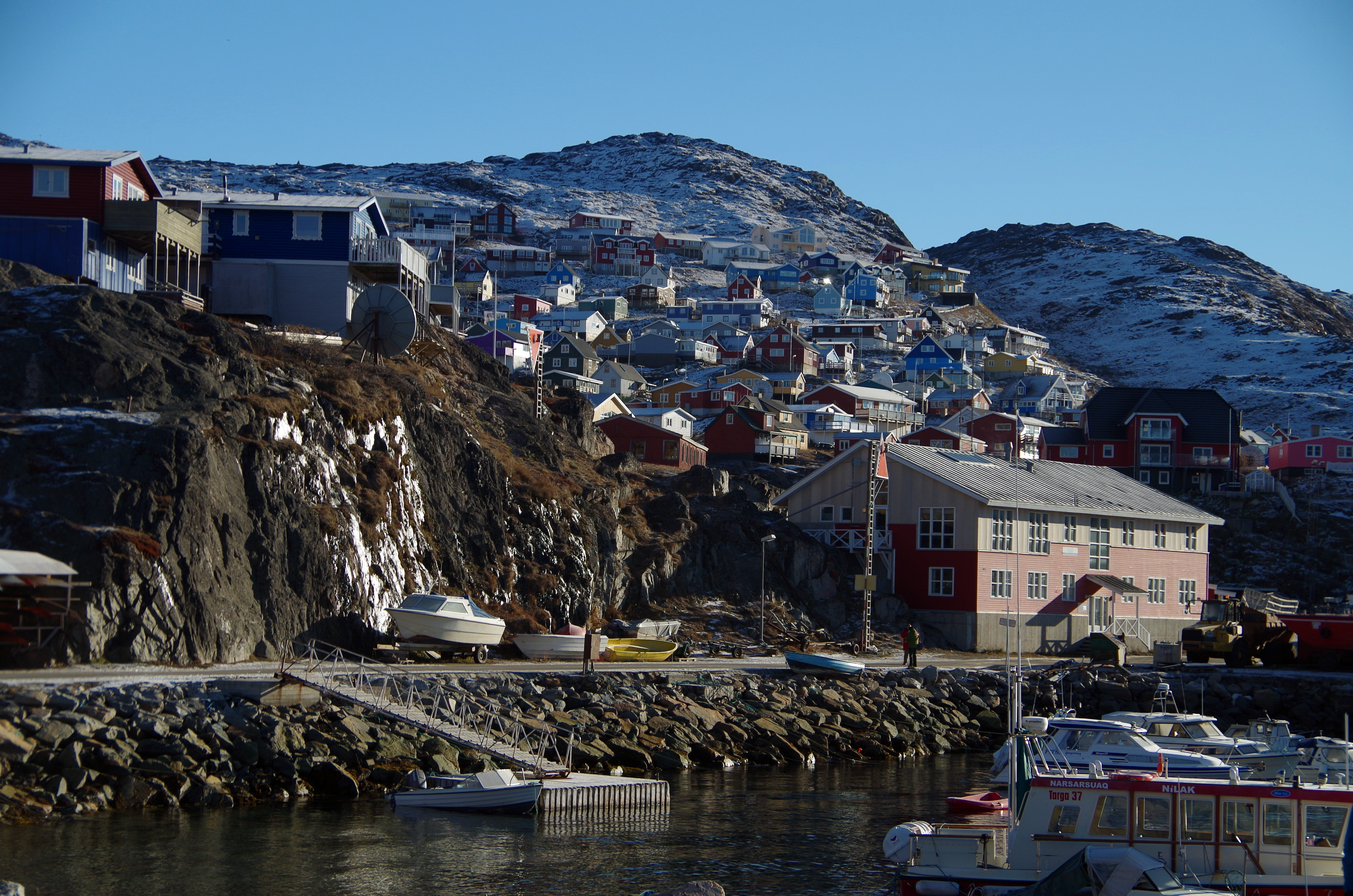
Pohled na Qaqortoq z moře
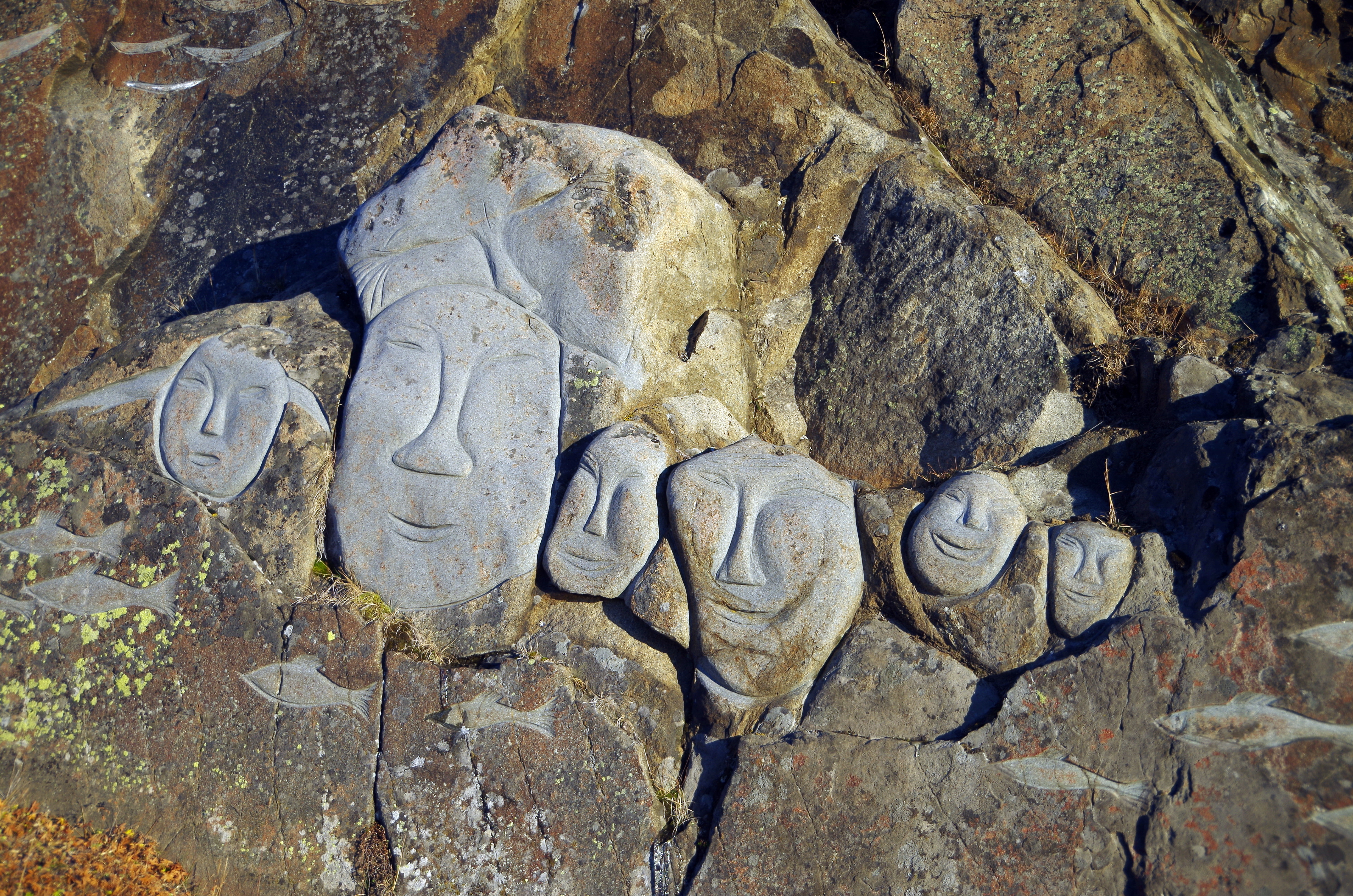
Kameny s tvářemi, turistická atrakce v Qaqortoqu
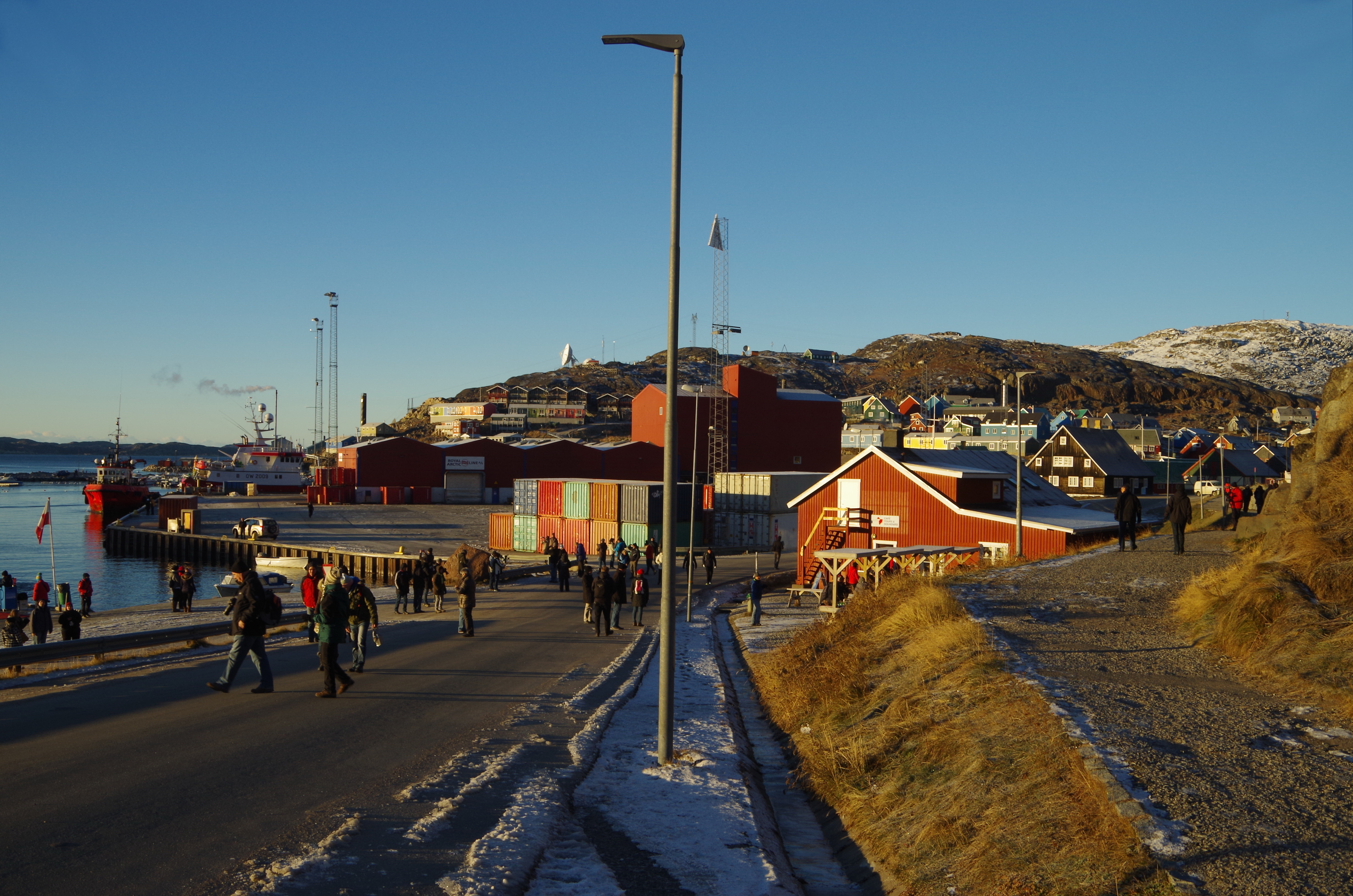
Pohled na Qaqortoq
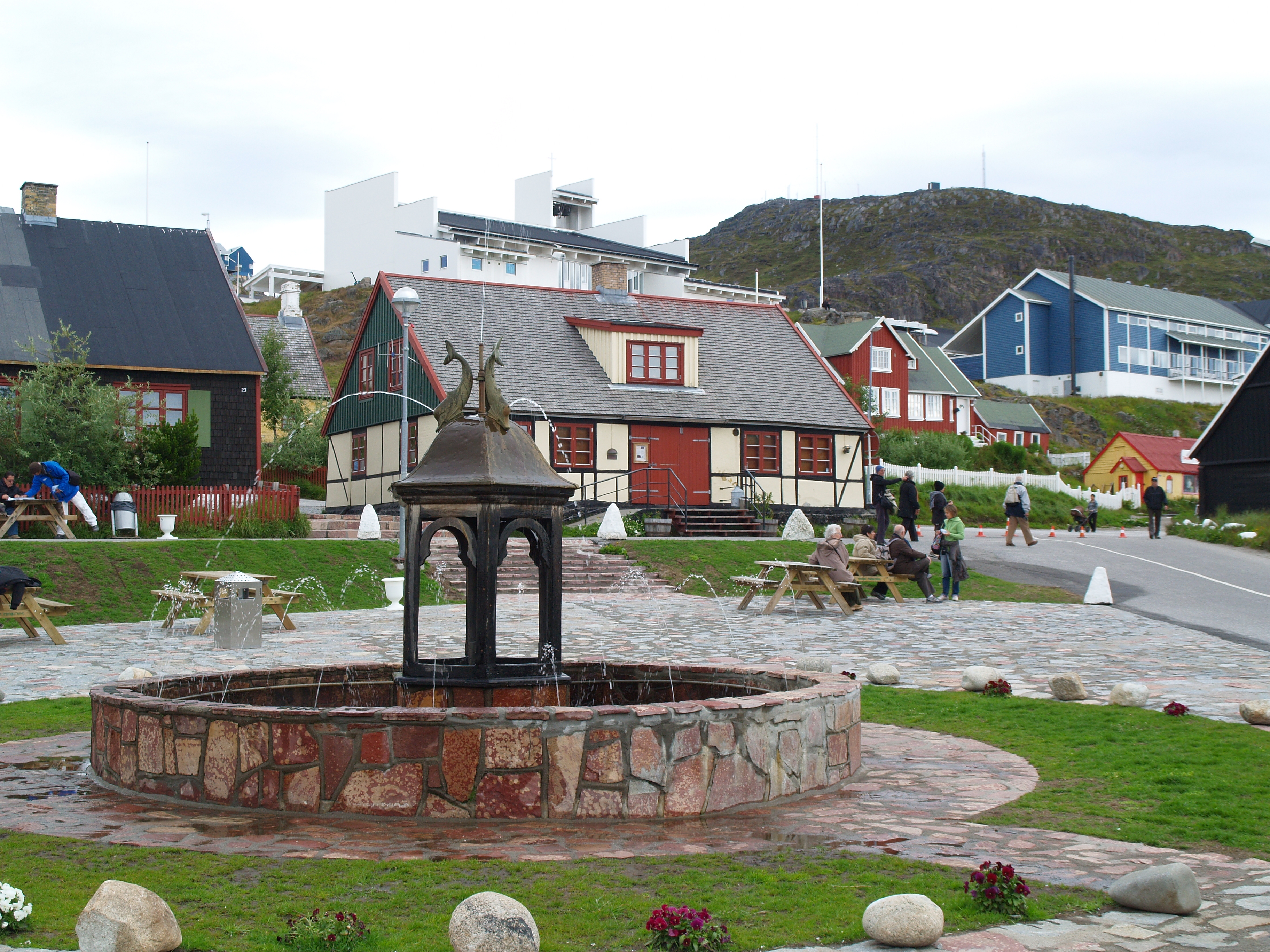
Kašna v Qaqortoqu
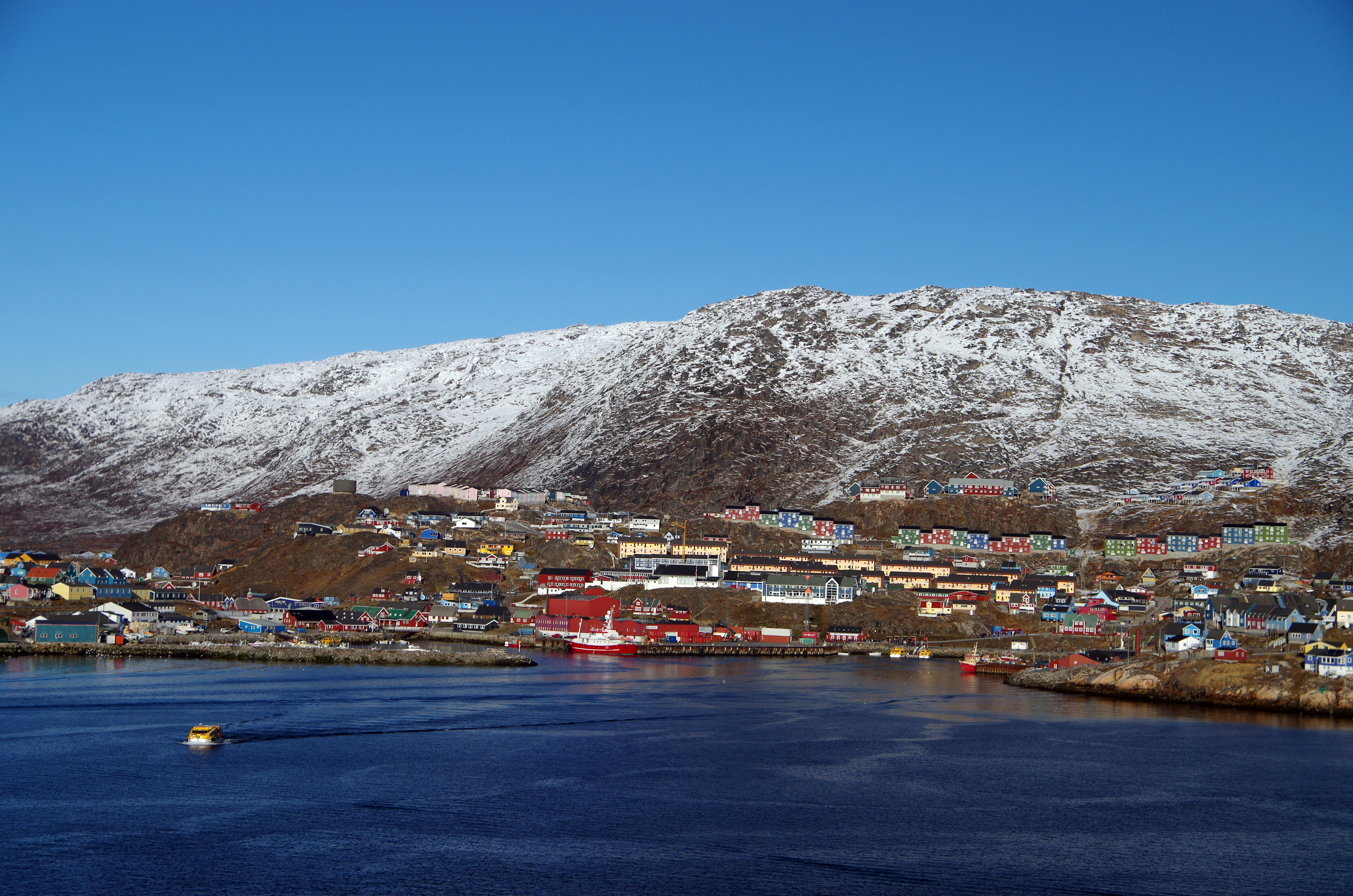
Pohled na Qaqortoq z moře
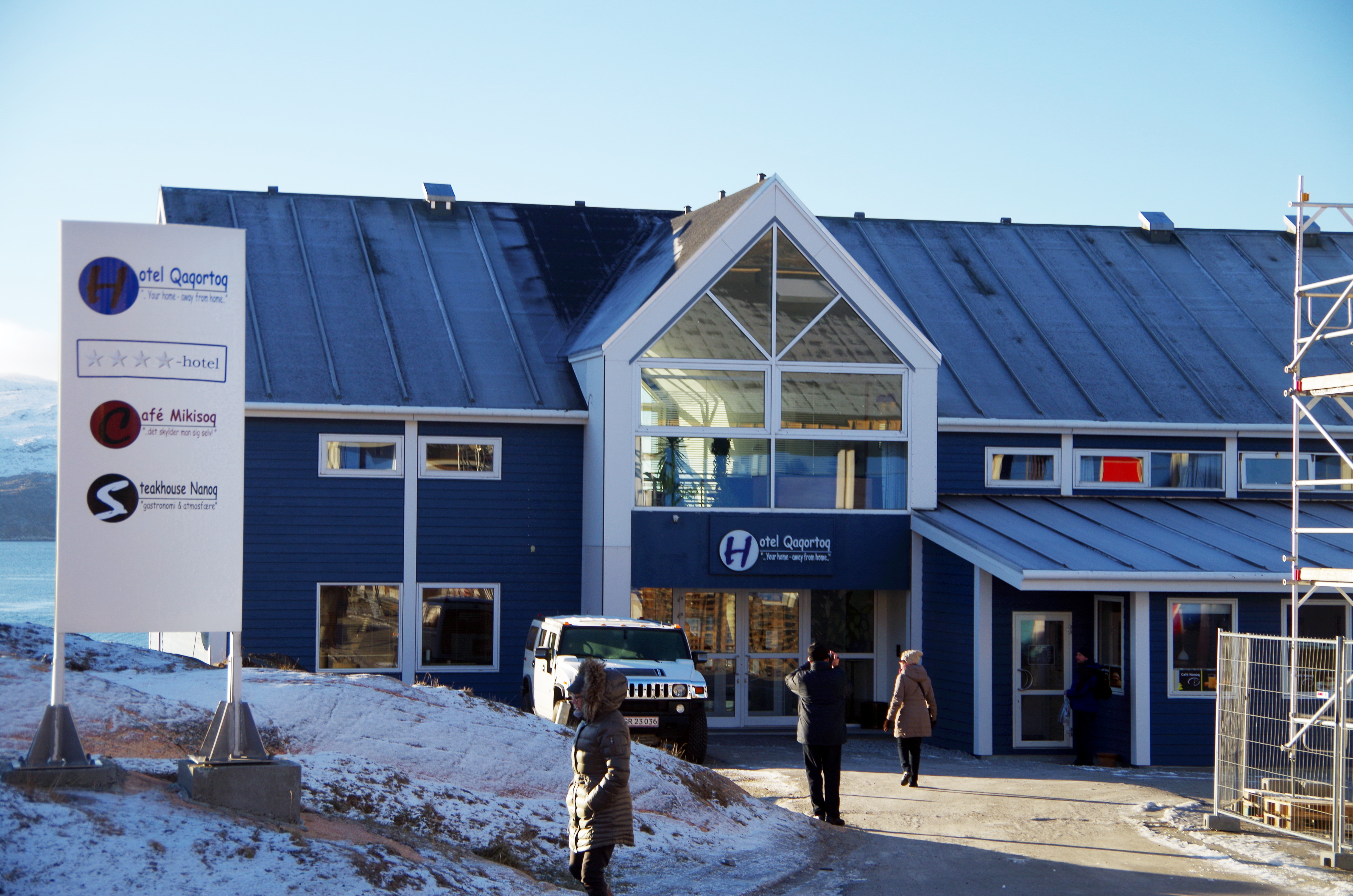
Hotel v Qaqortoqu
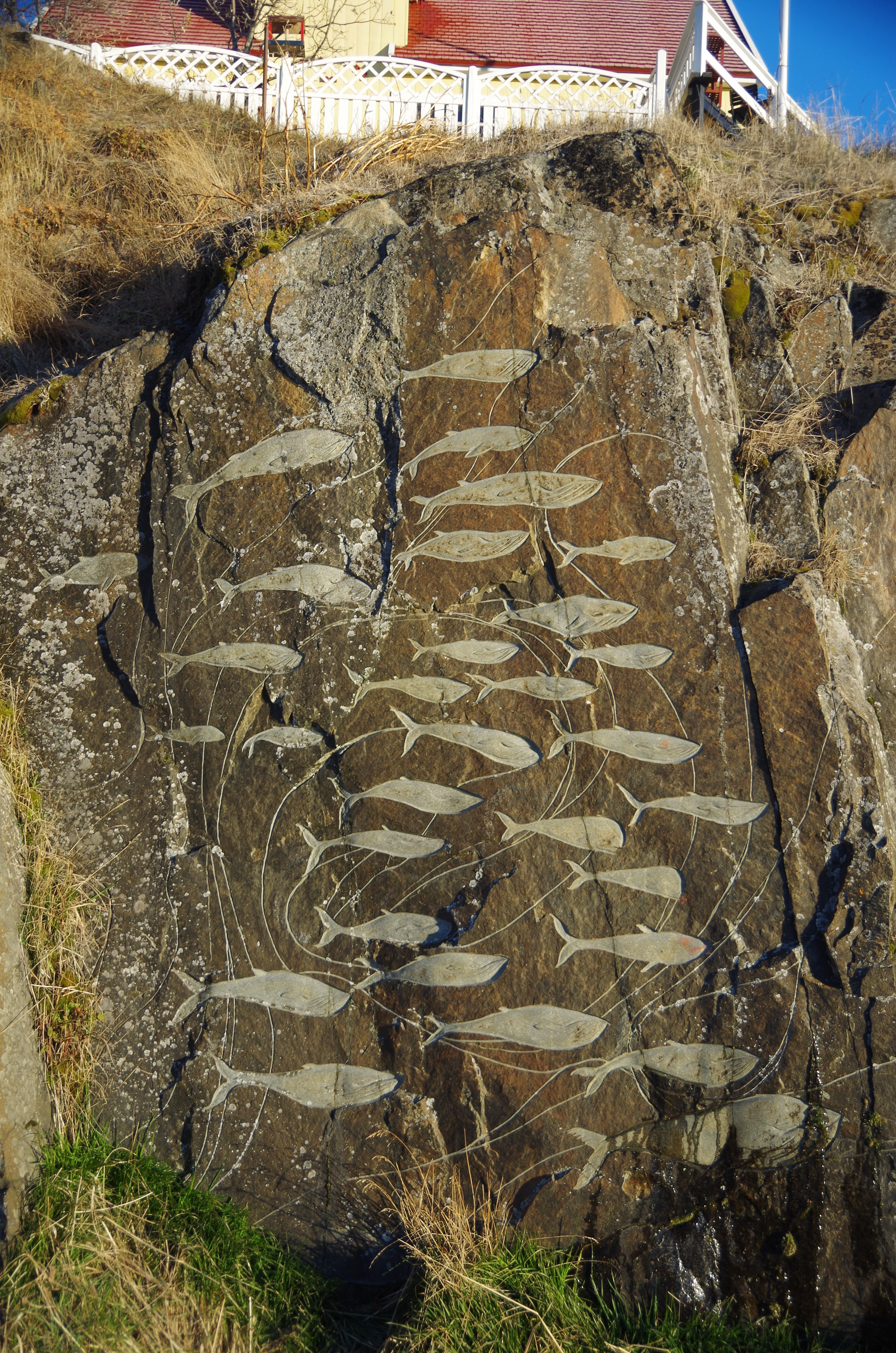
Malba ryb na skále v Qaqortoqu
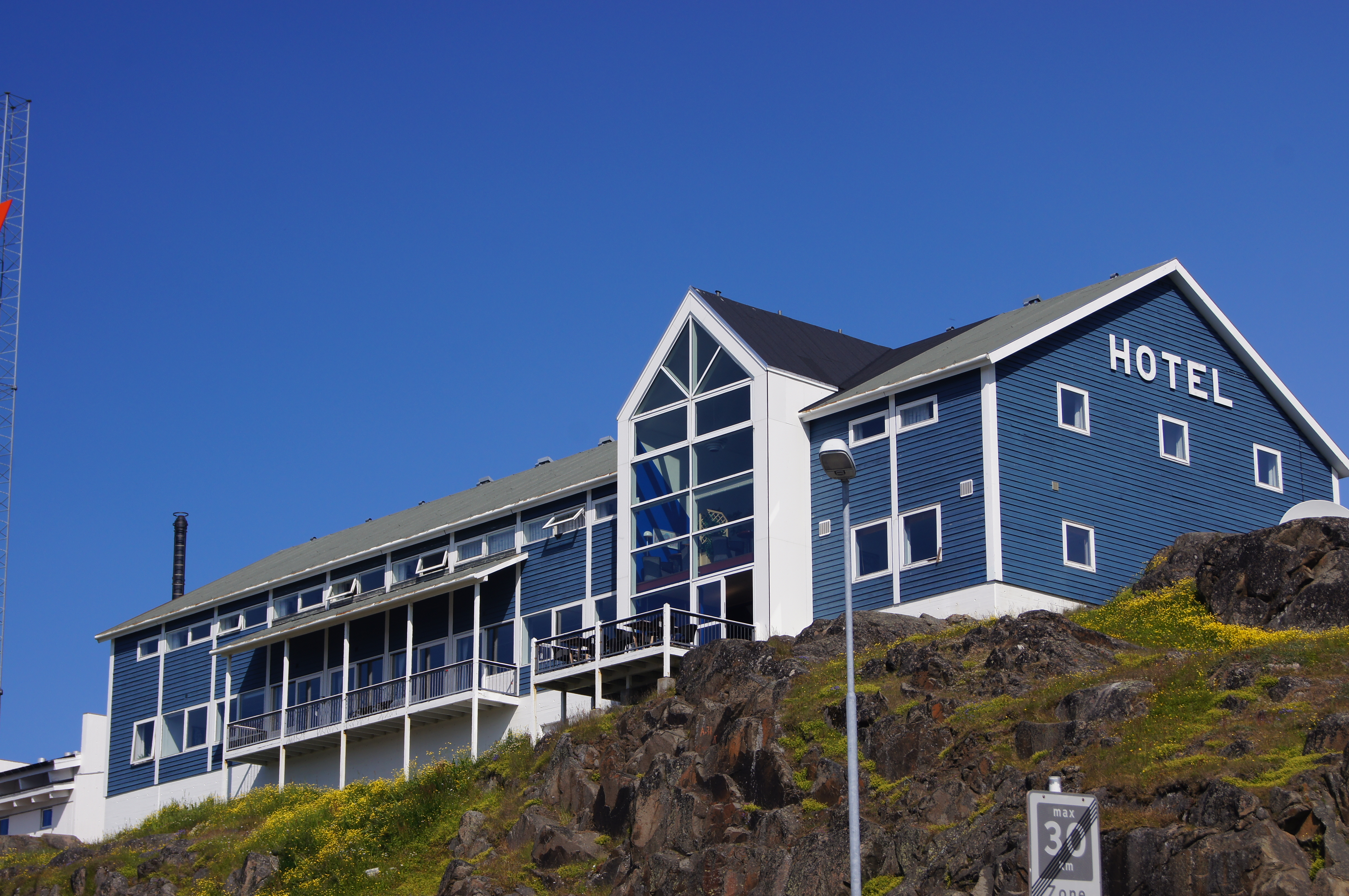
Hotel v Qaqortoqu
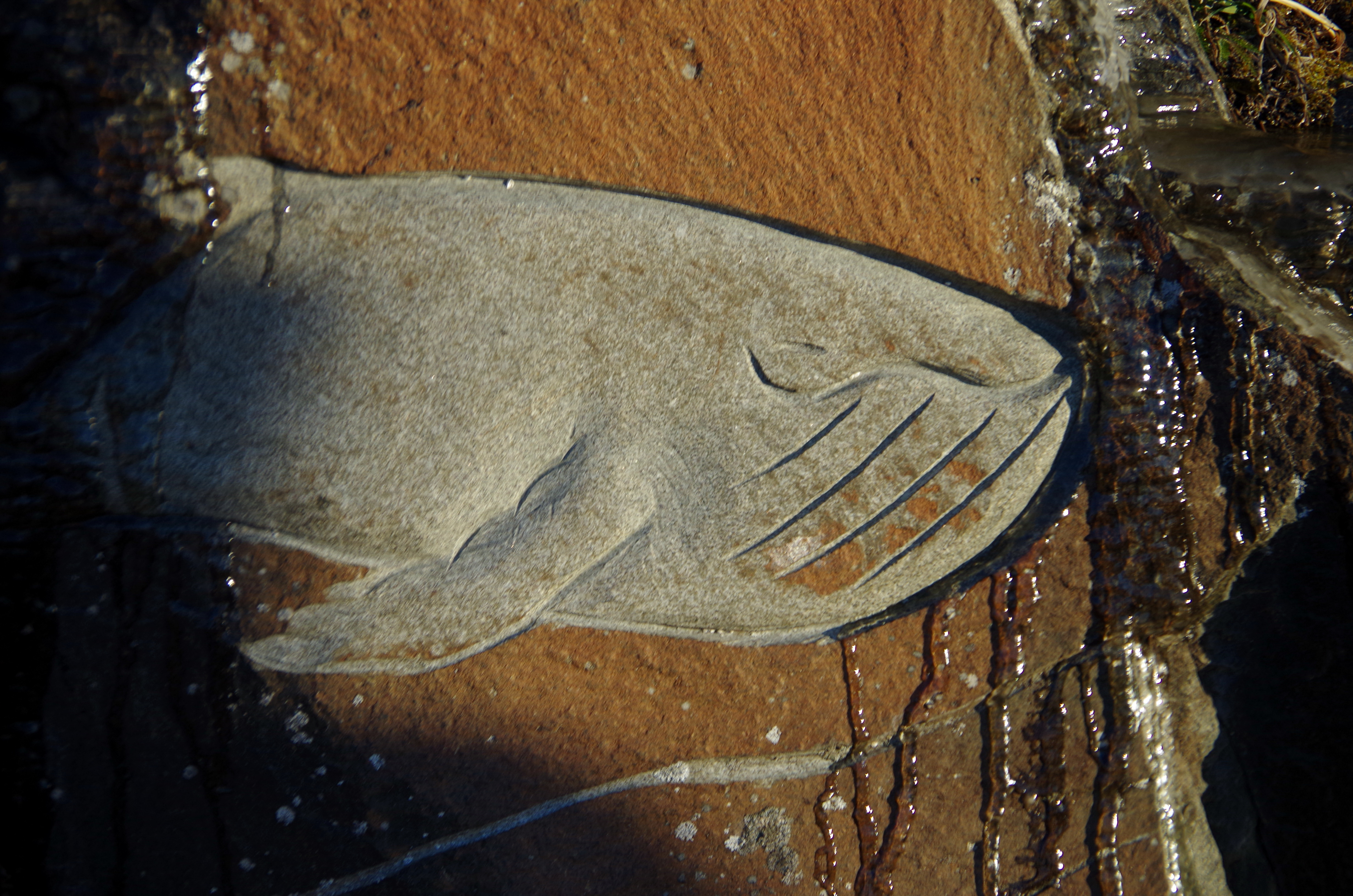
Reliéf velryby v Qaqortoqu
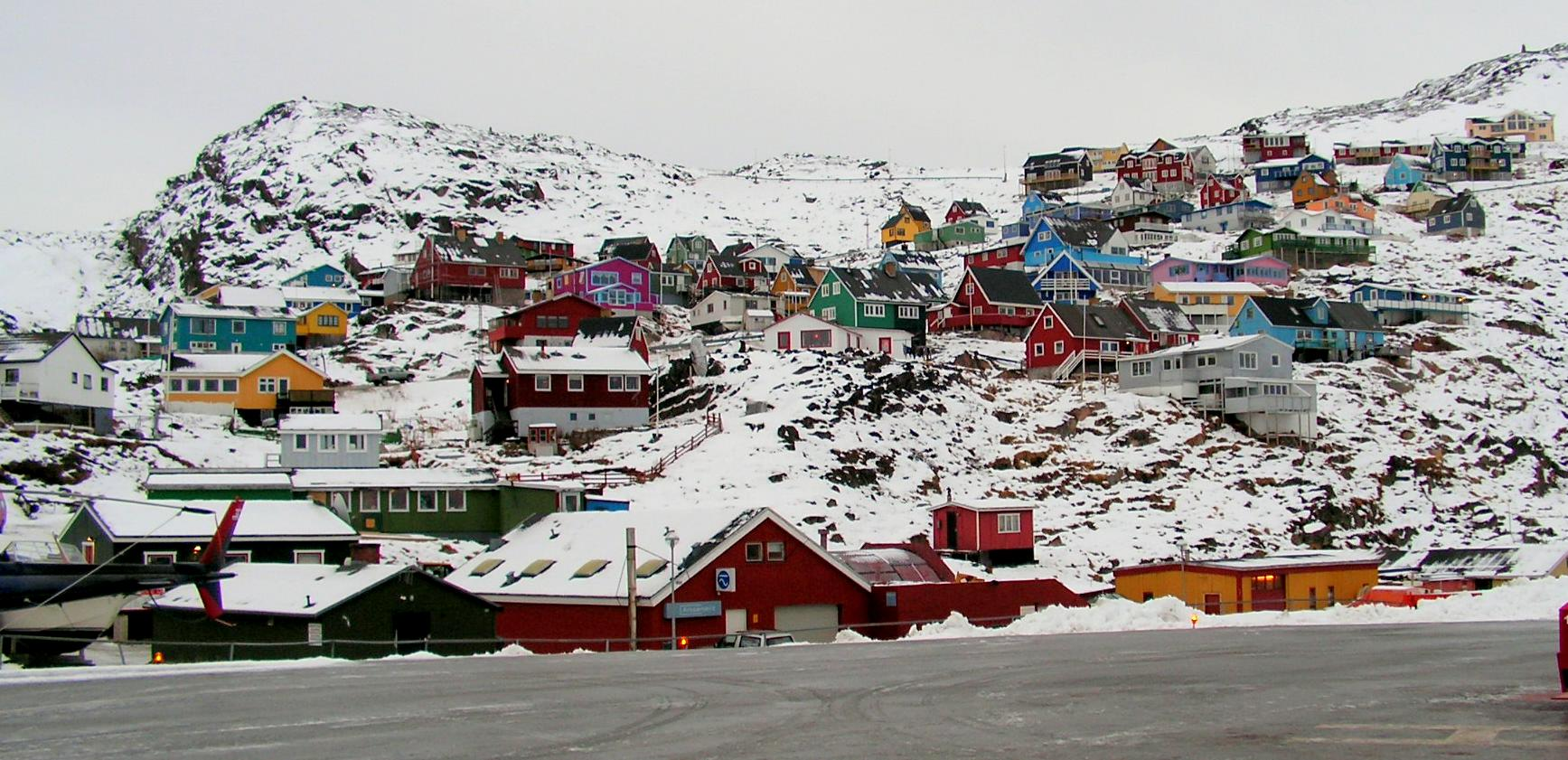
Qaqortoq v zimě
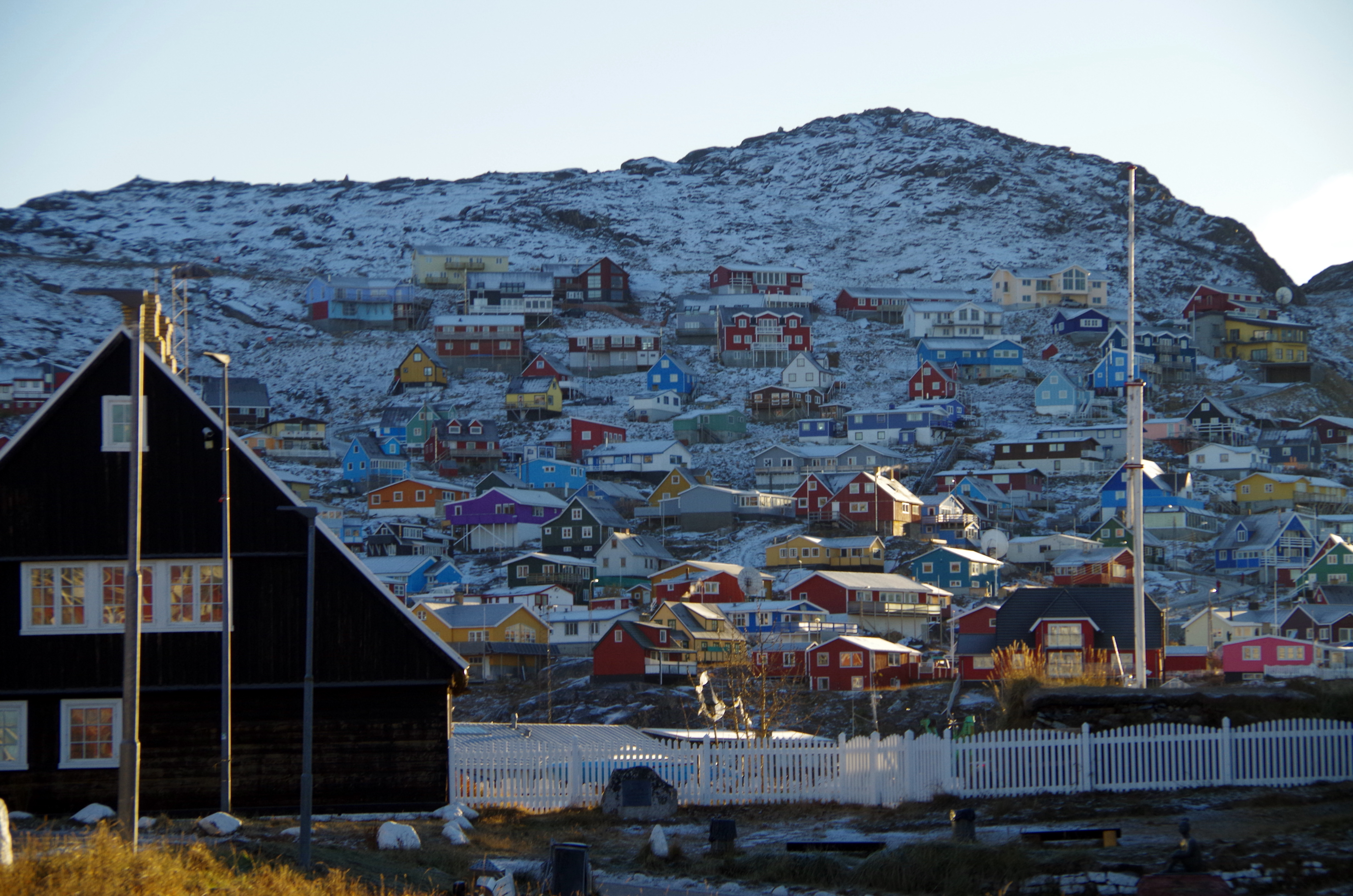
Pohled na Qaqortoq
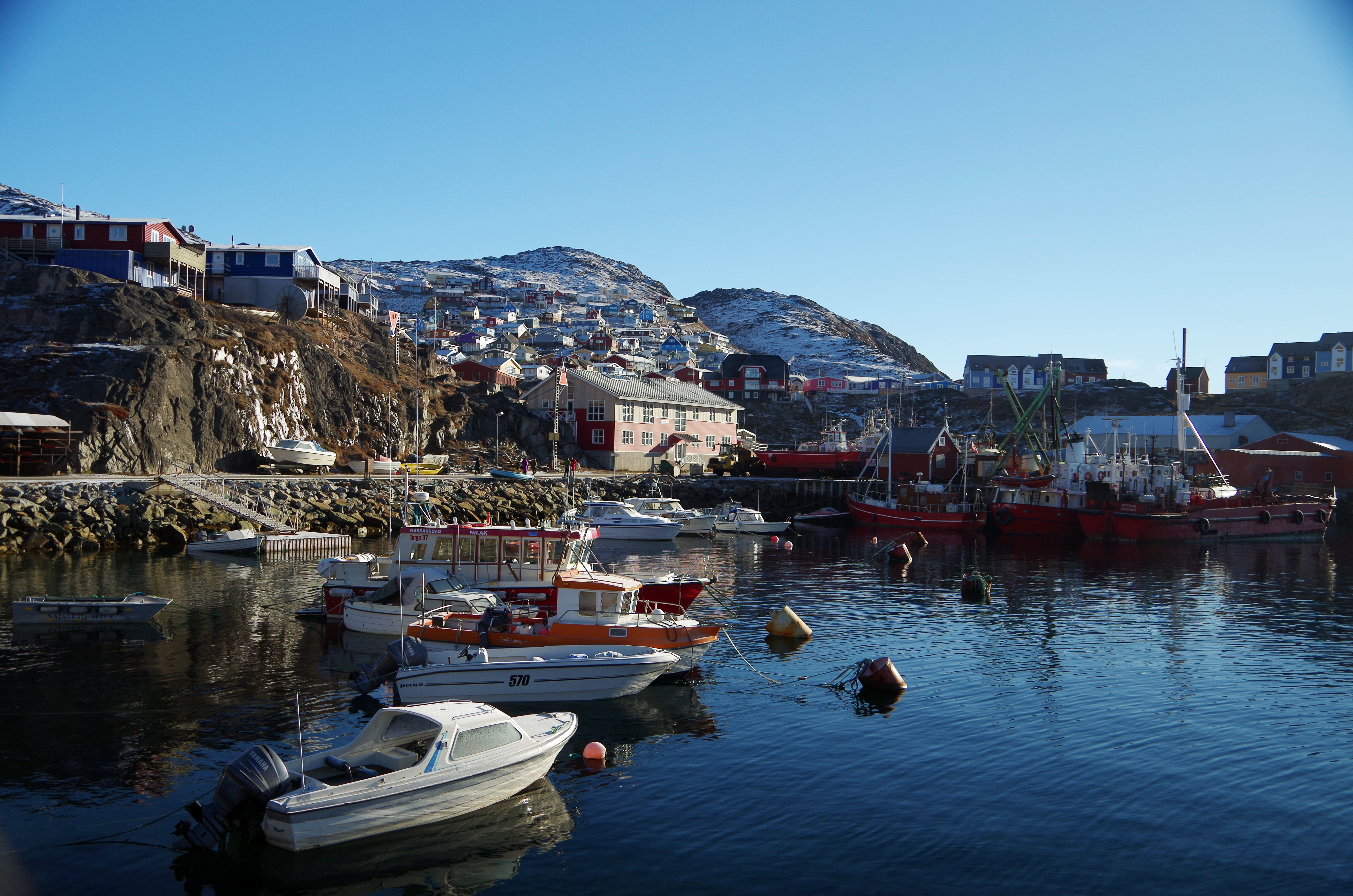
Pohled na Qaqortoq z moře
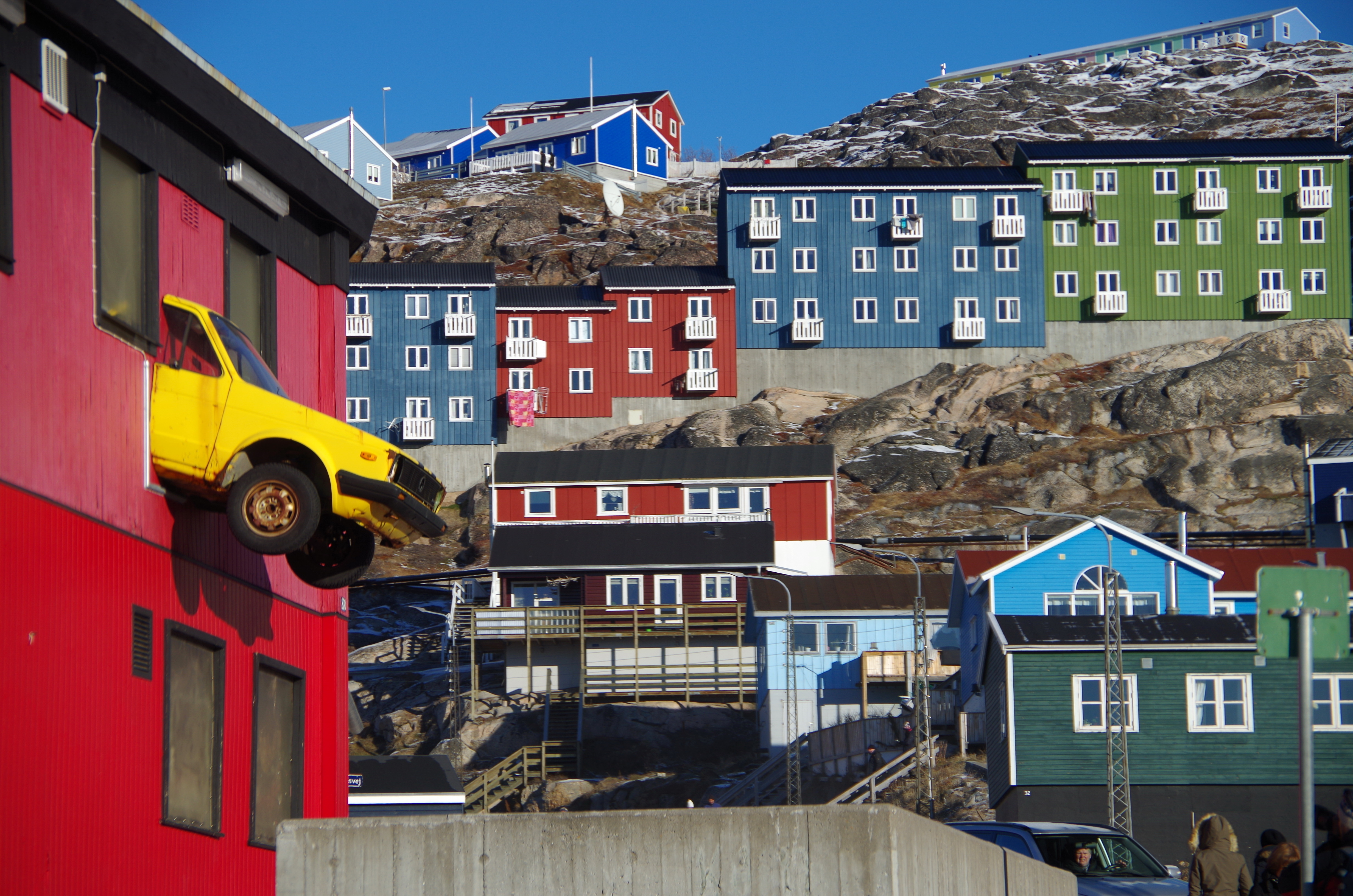
Domy v Qaqortoqu
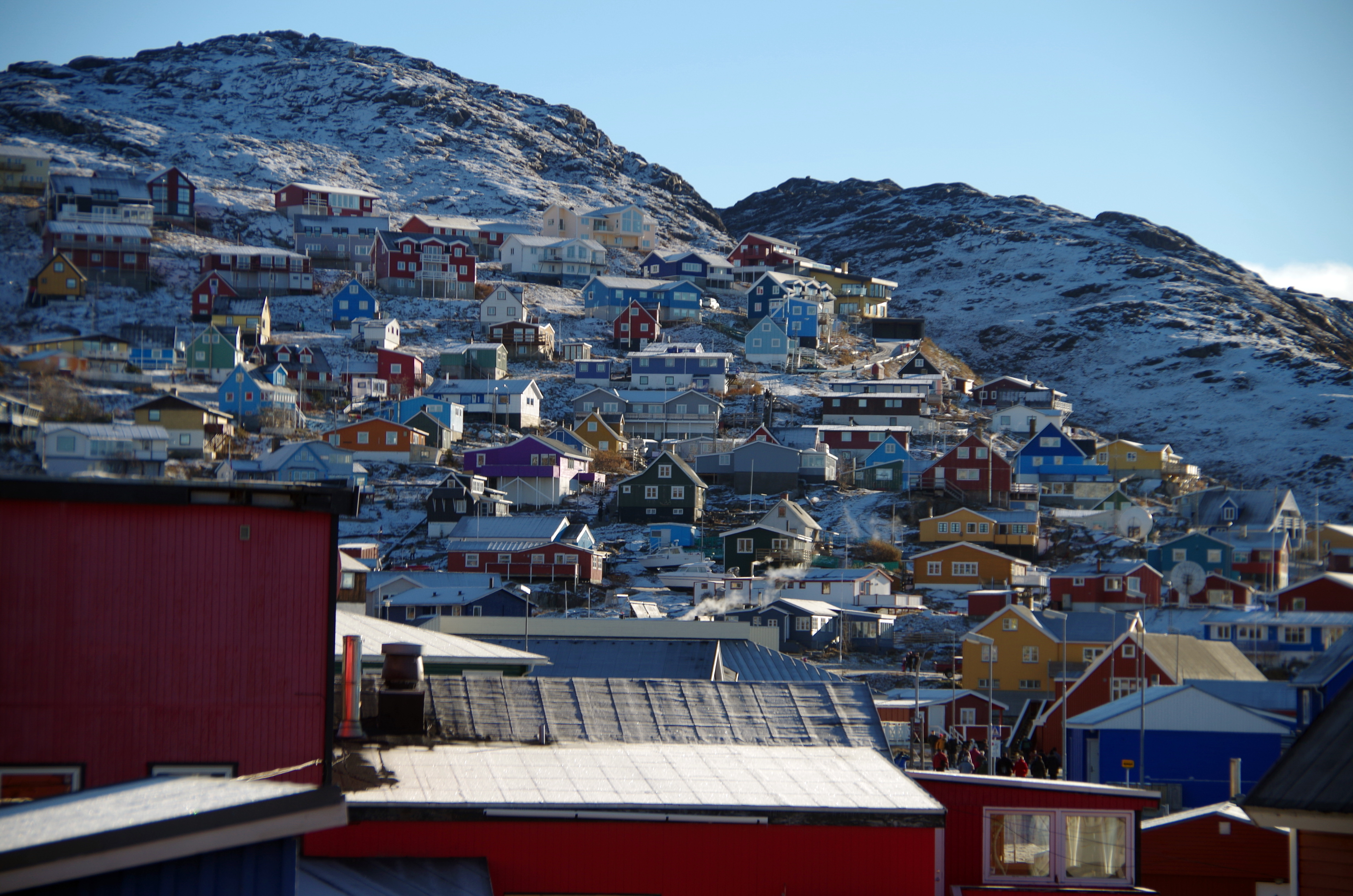
Pohled na domy v Qaqortoqu
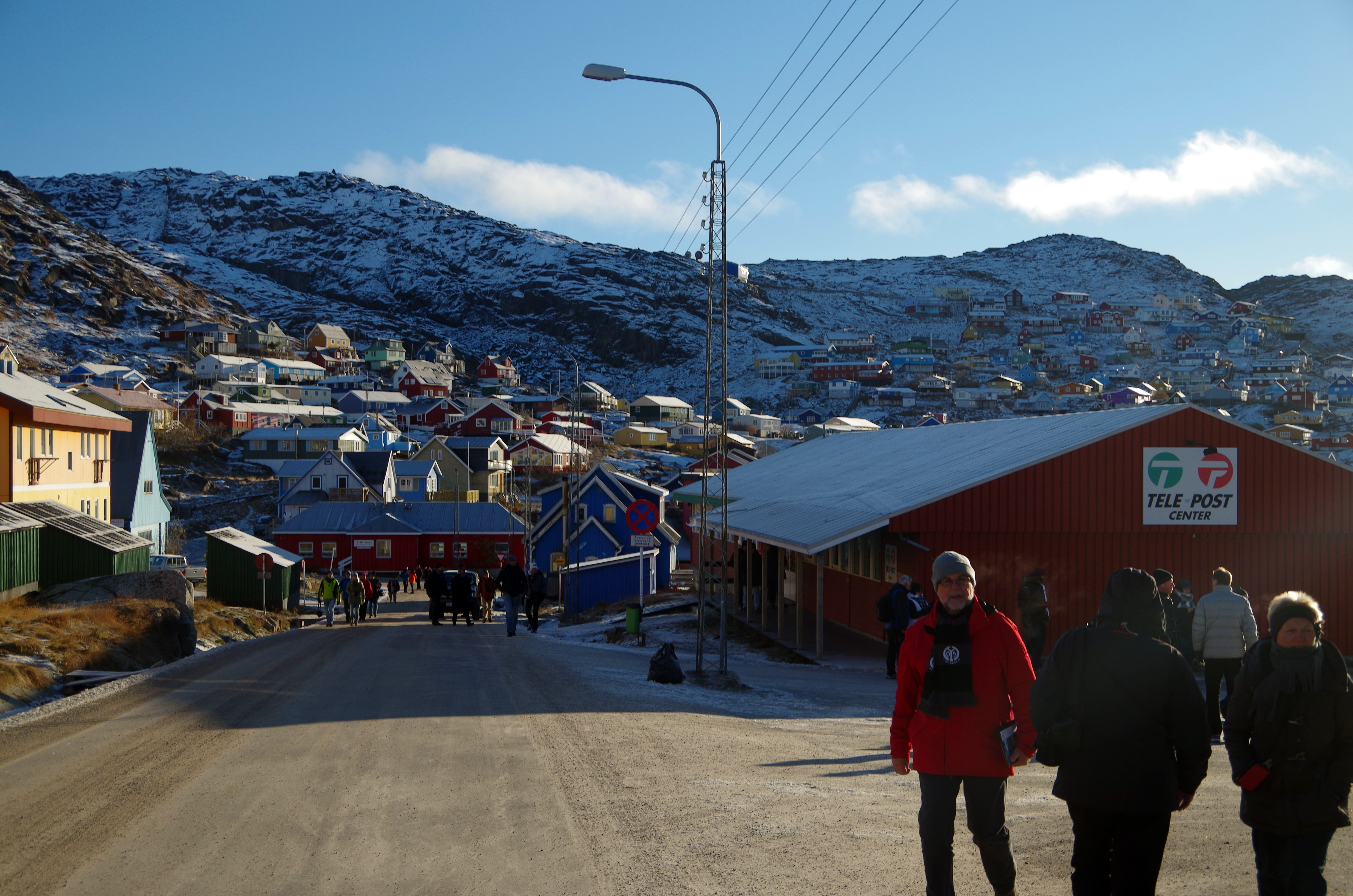
Pohled na Qaqortoq z periferie
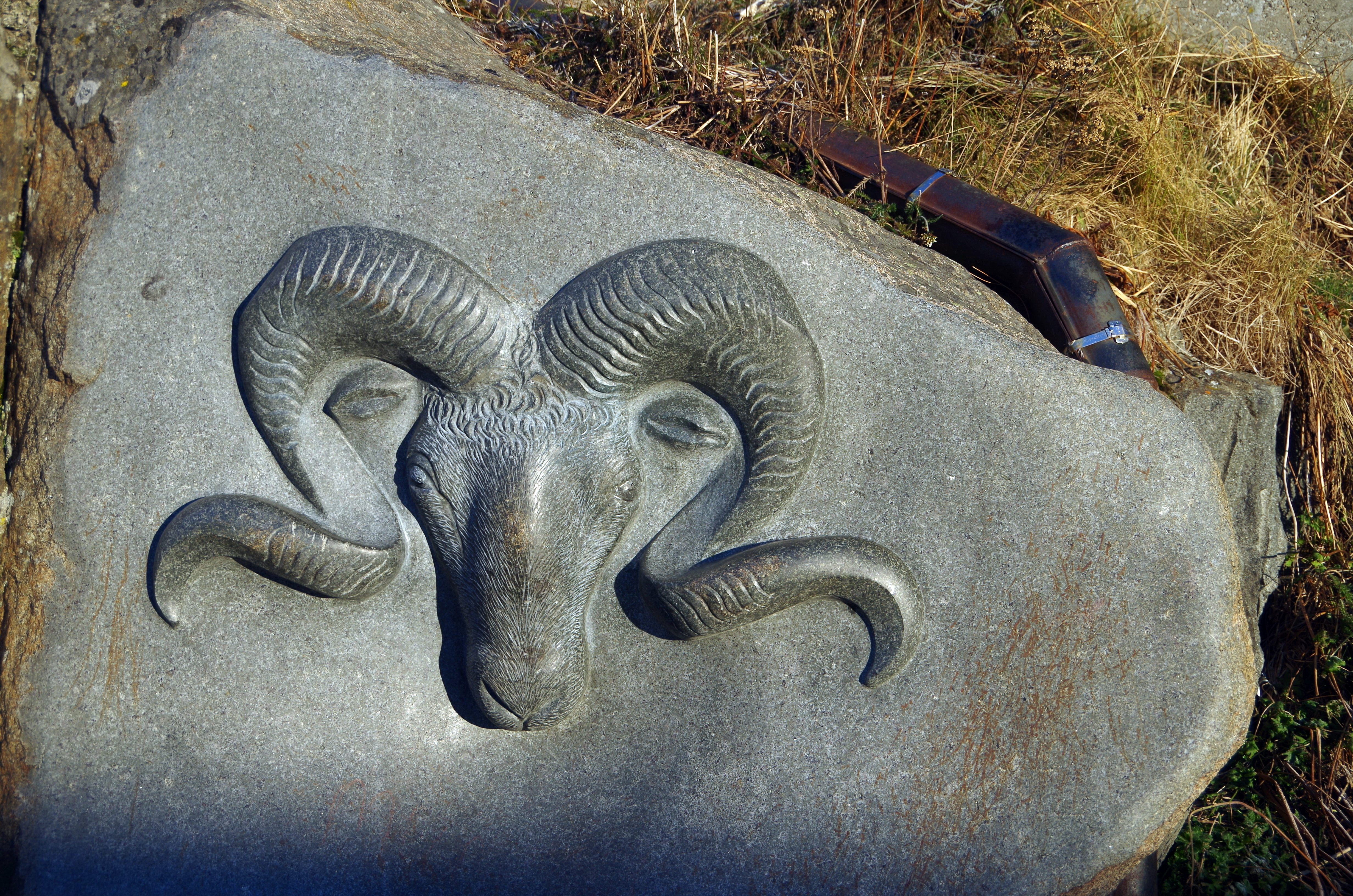
Reliéf kozoroha (znak Kujallequ) v Qaqortoqu
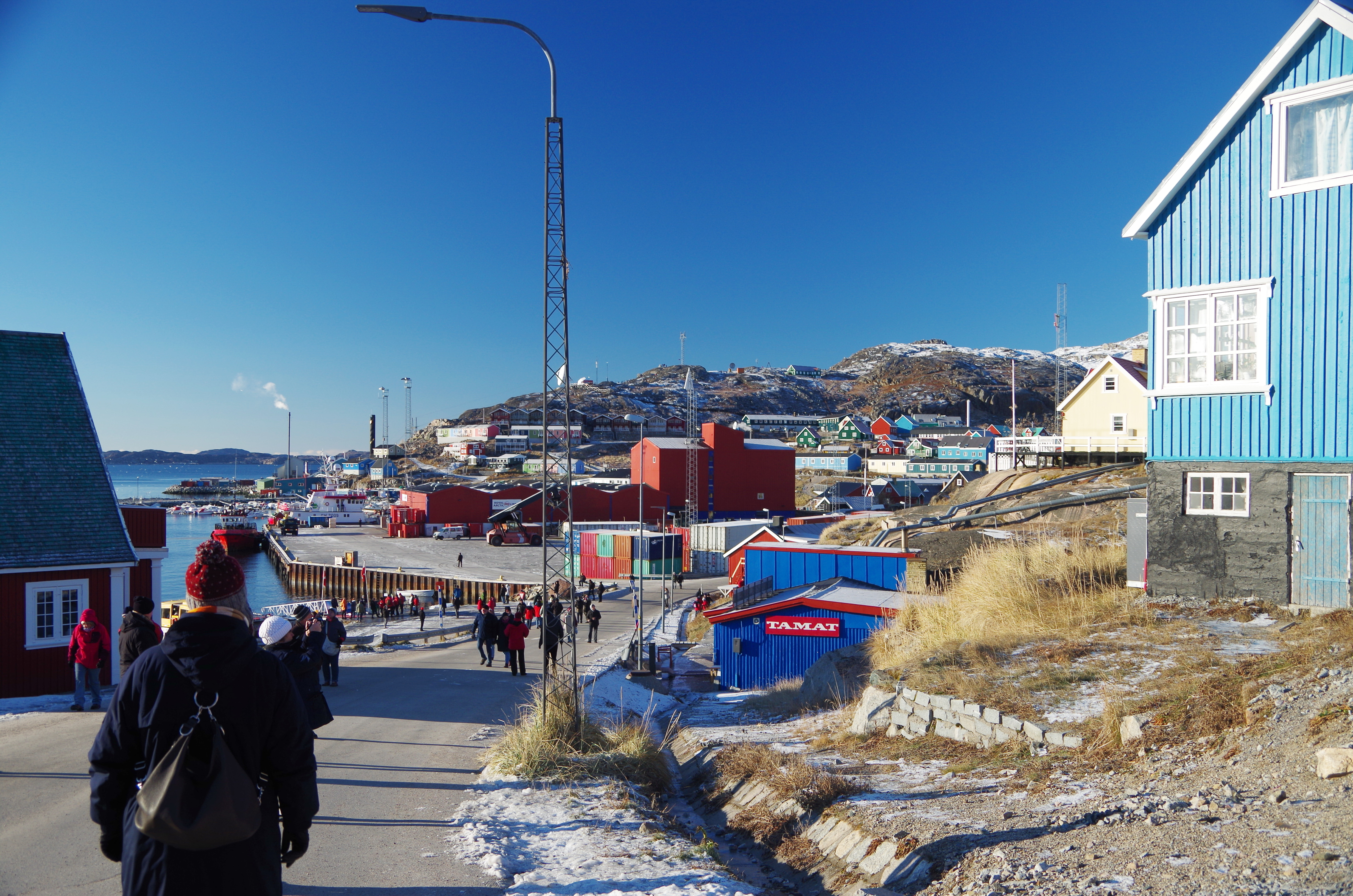
Pohled na Qaqortoq
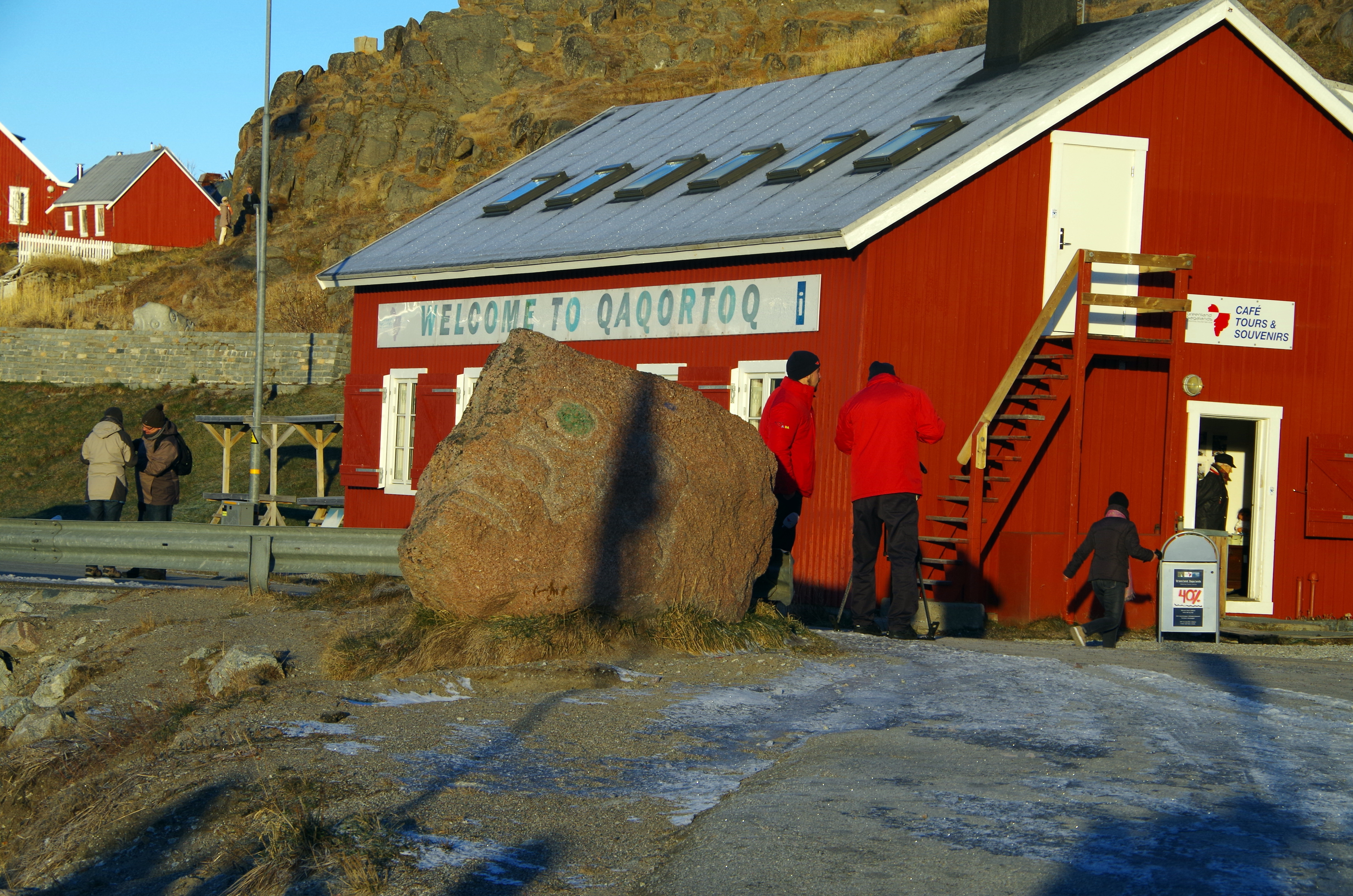
Cestovní kancelář v Qaqortoqu
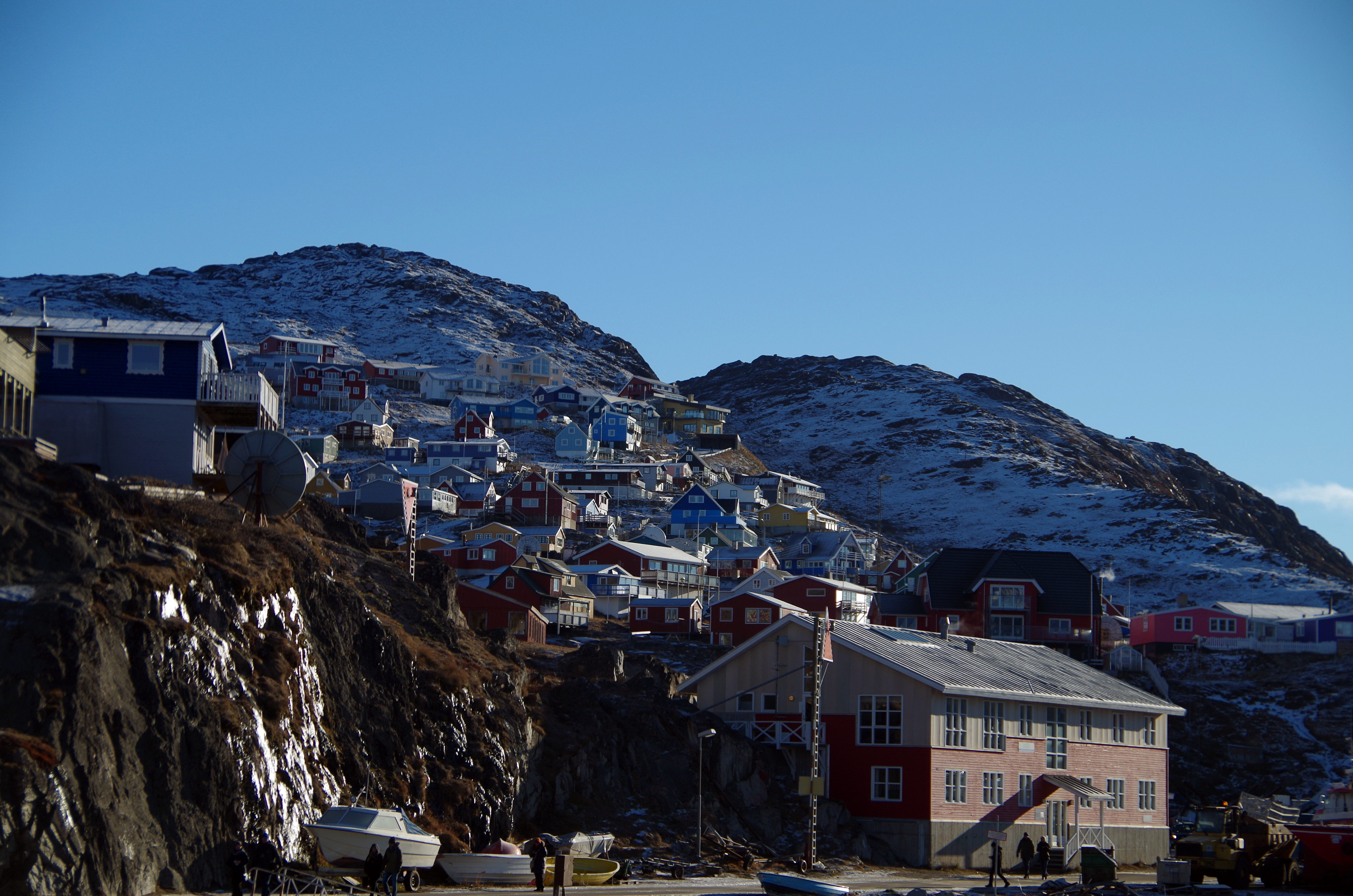
Pohled na Qaqortoq
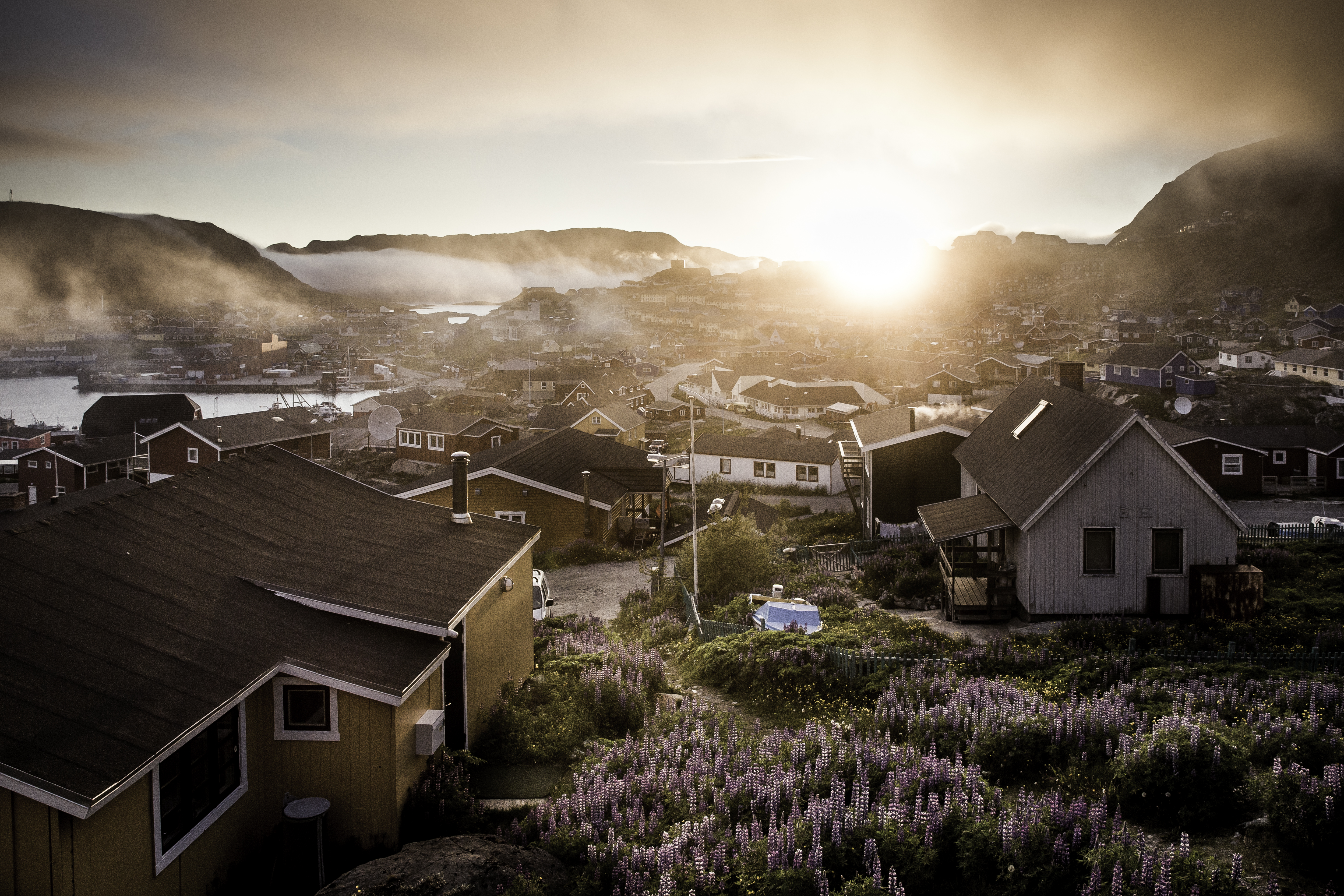
Svítání v Qaqortoqu
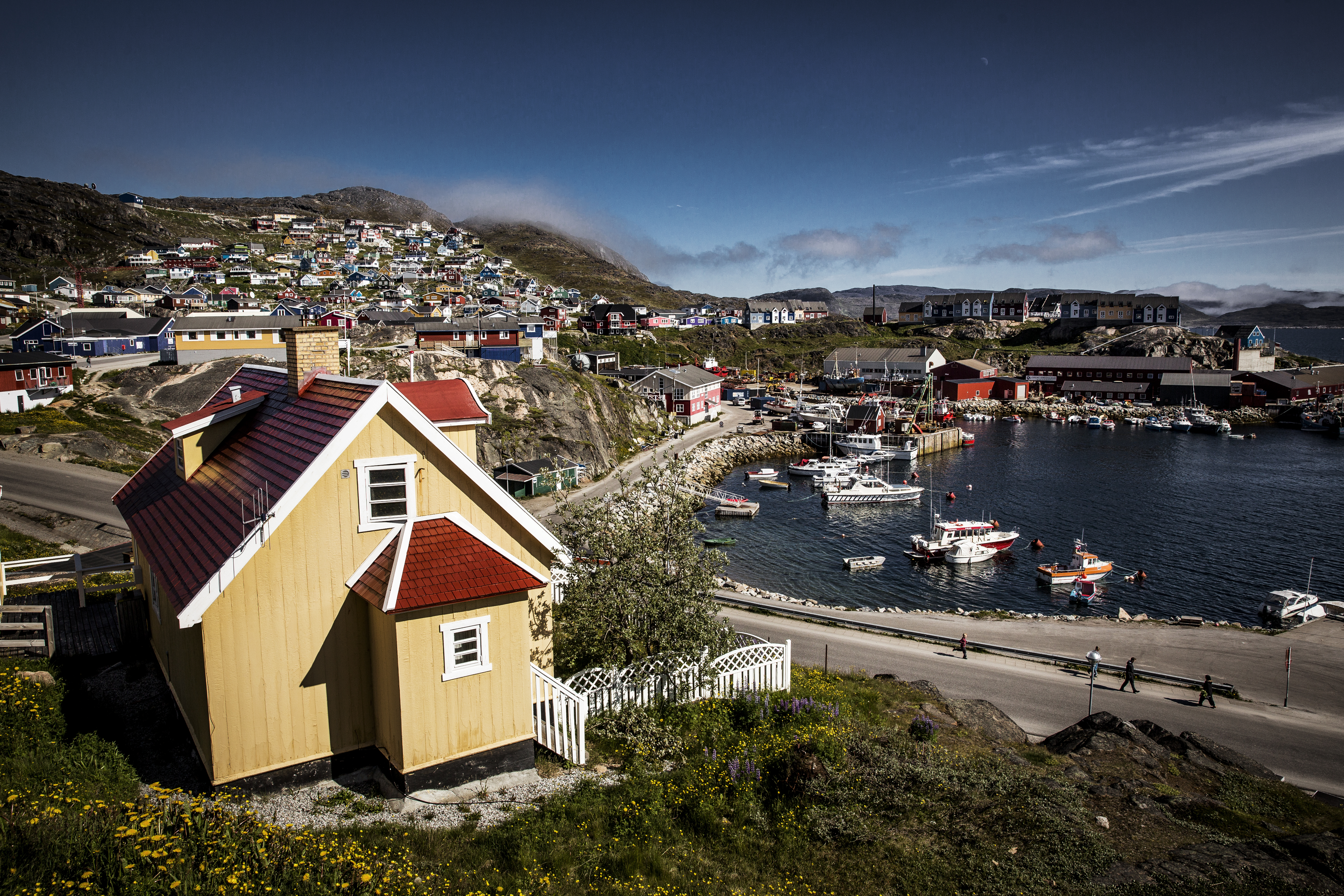
Qaqortoq v létě
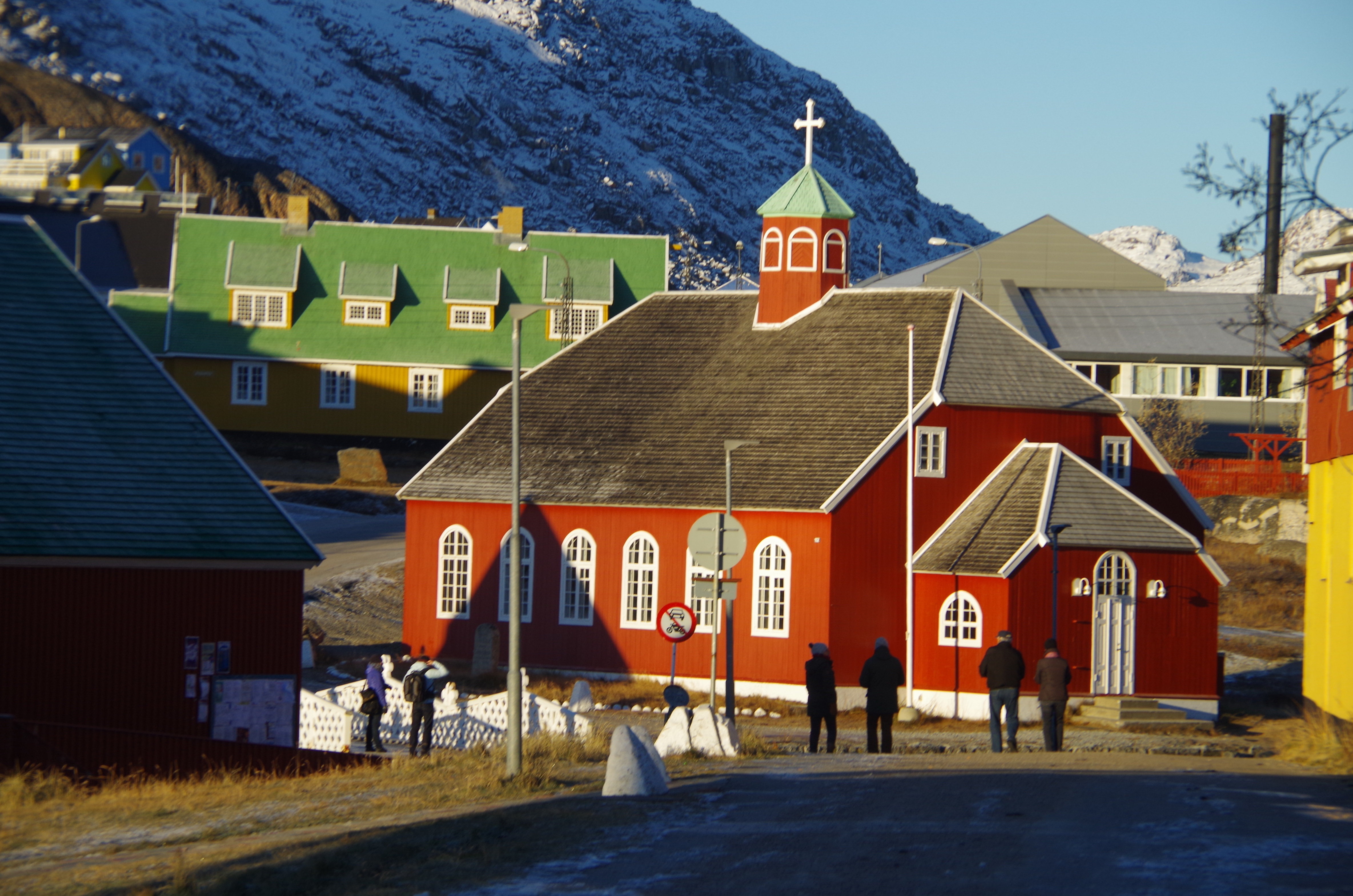
Kostel v Qaqortoqu
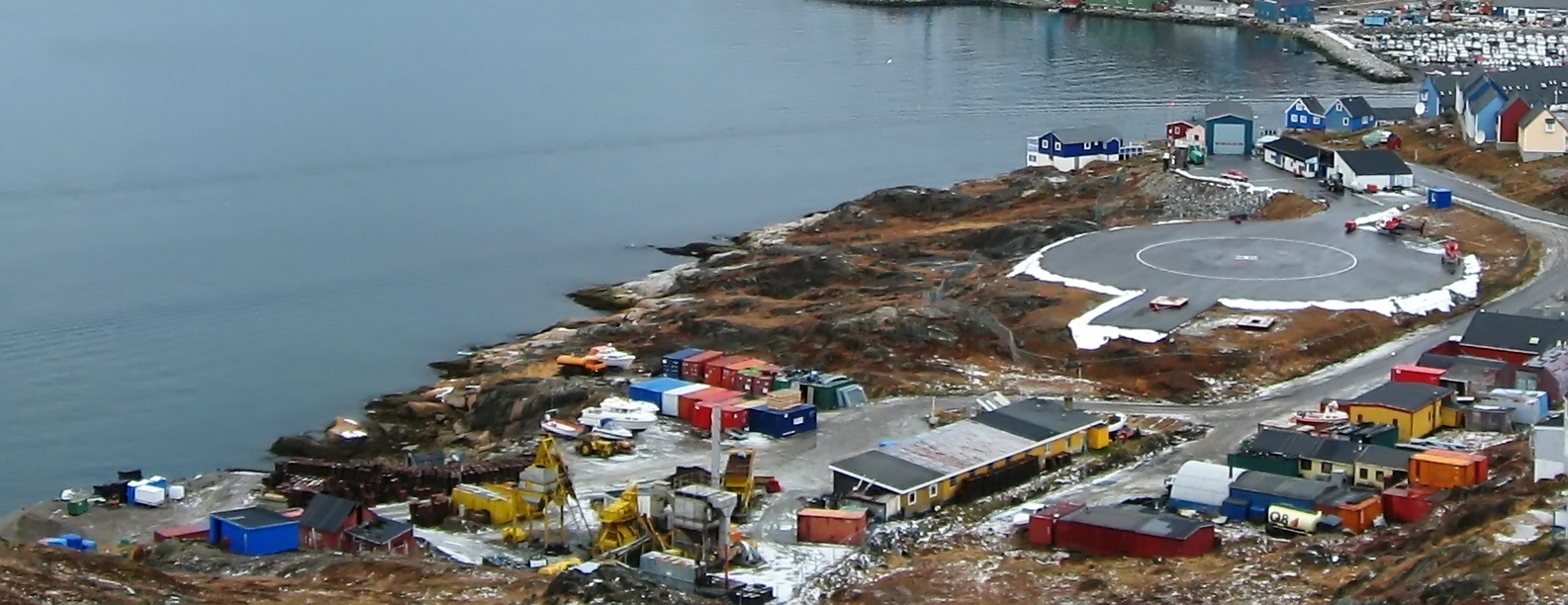
Heliport v Qaqortoqu
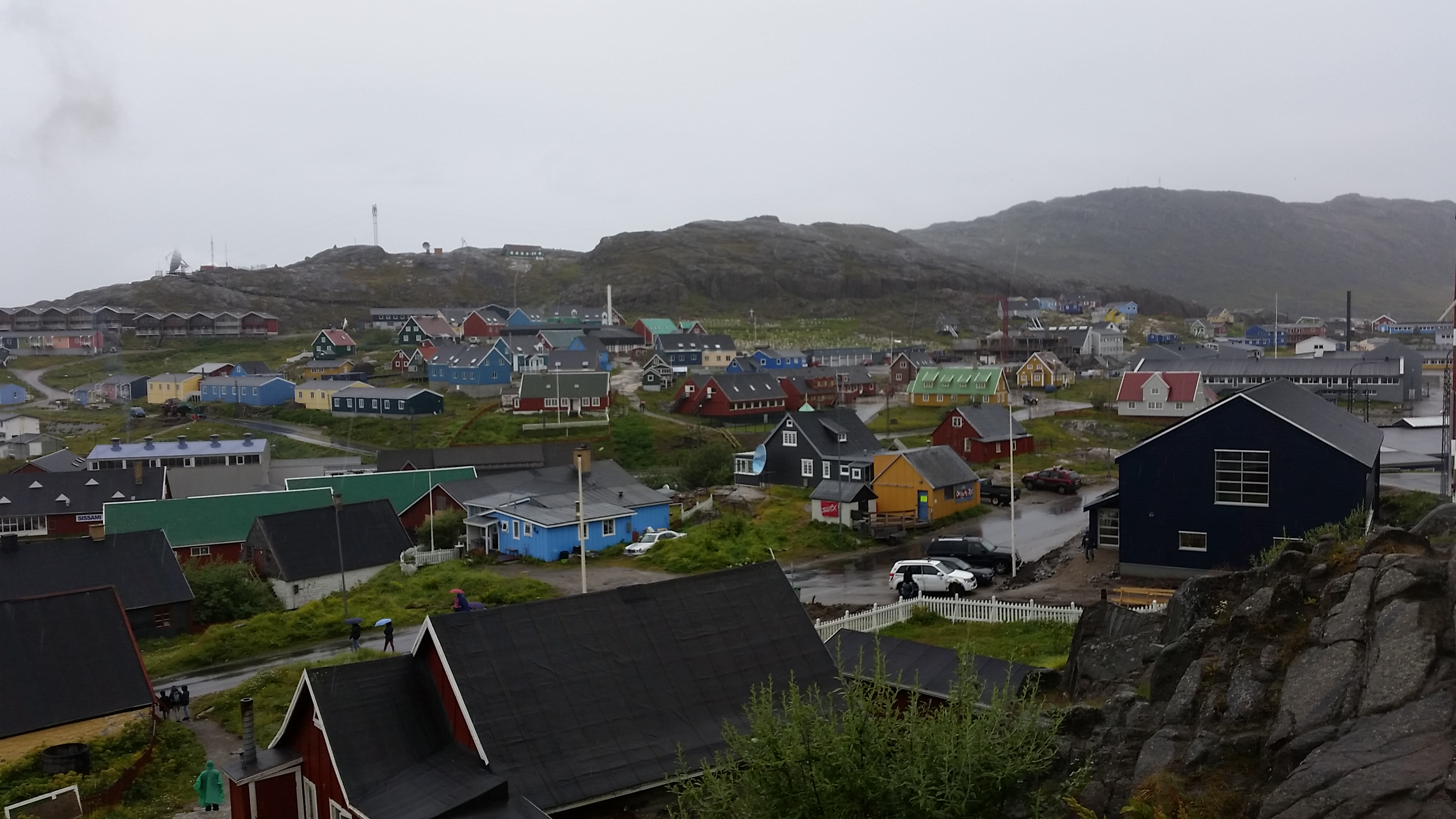
Pohled na Qaqortoq
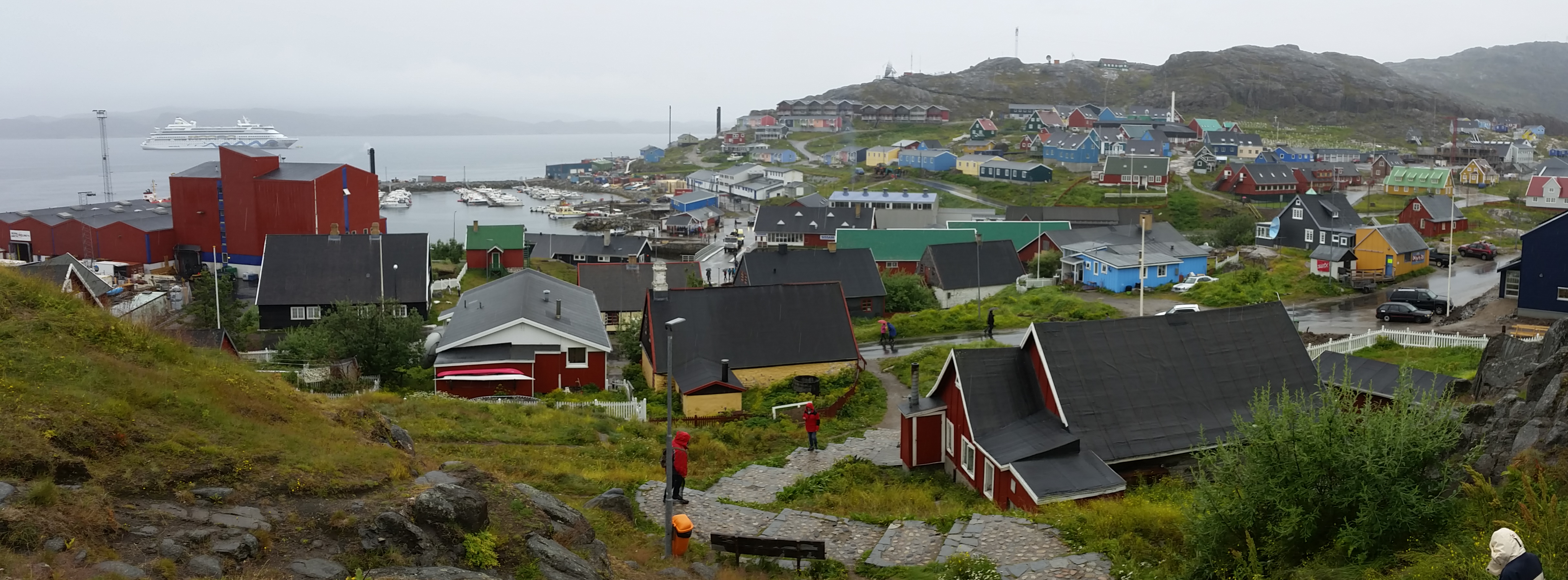
Pohled na Qaqortoq
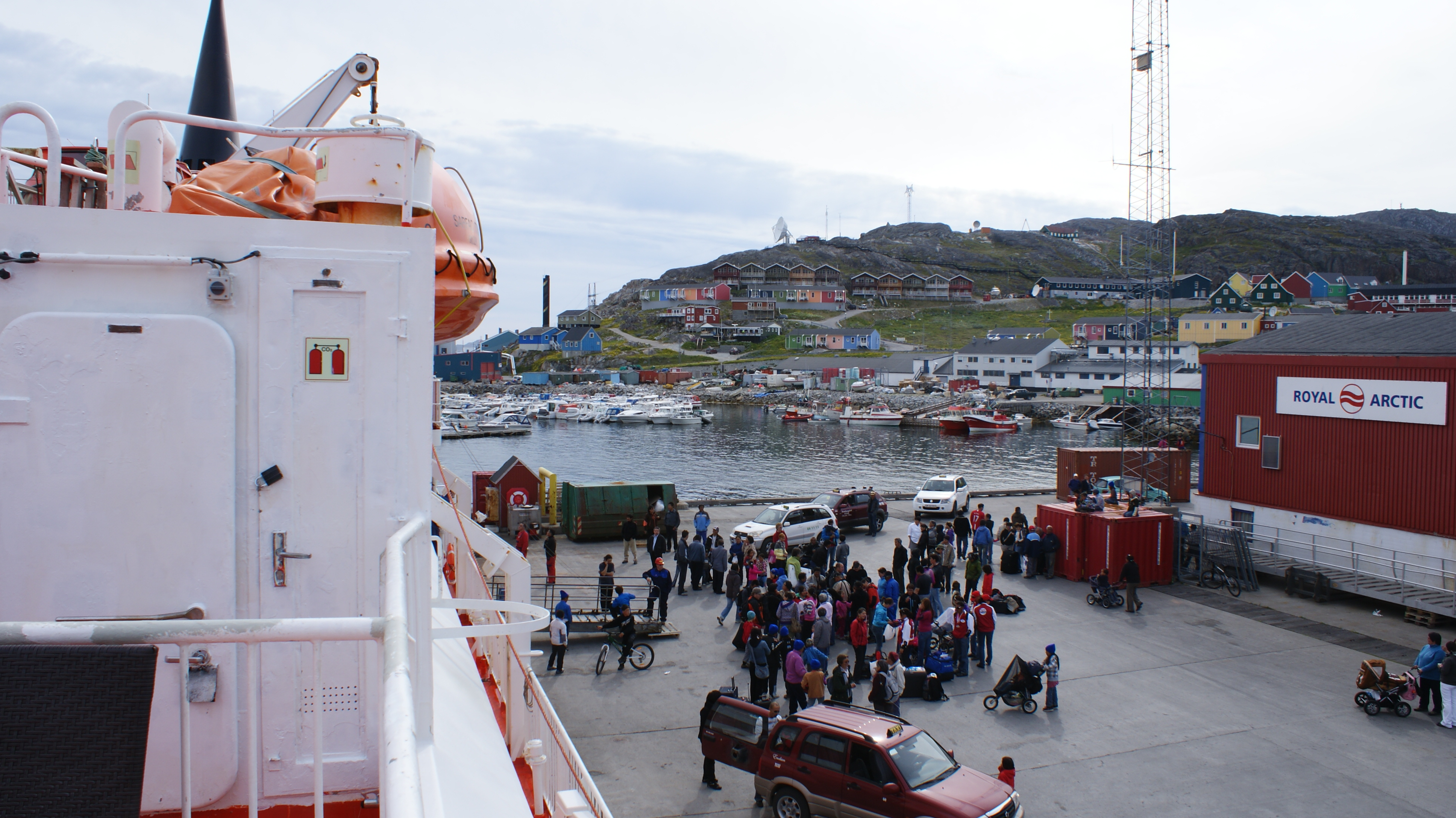
Přístav v Qaqortoqu
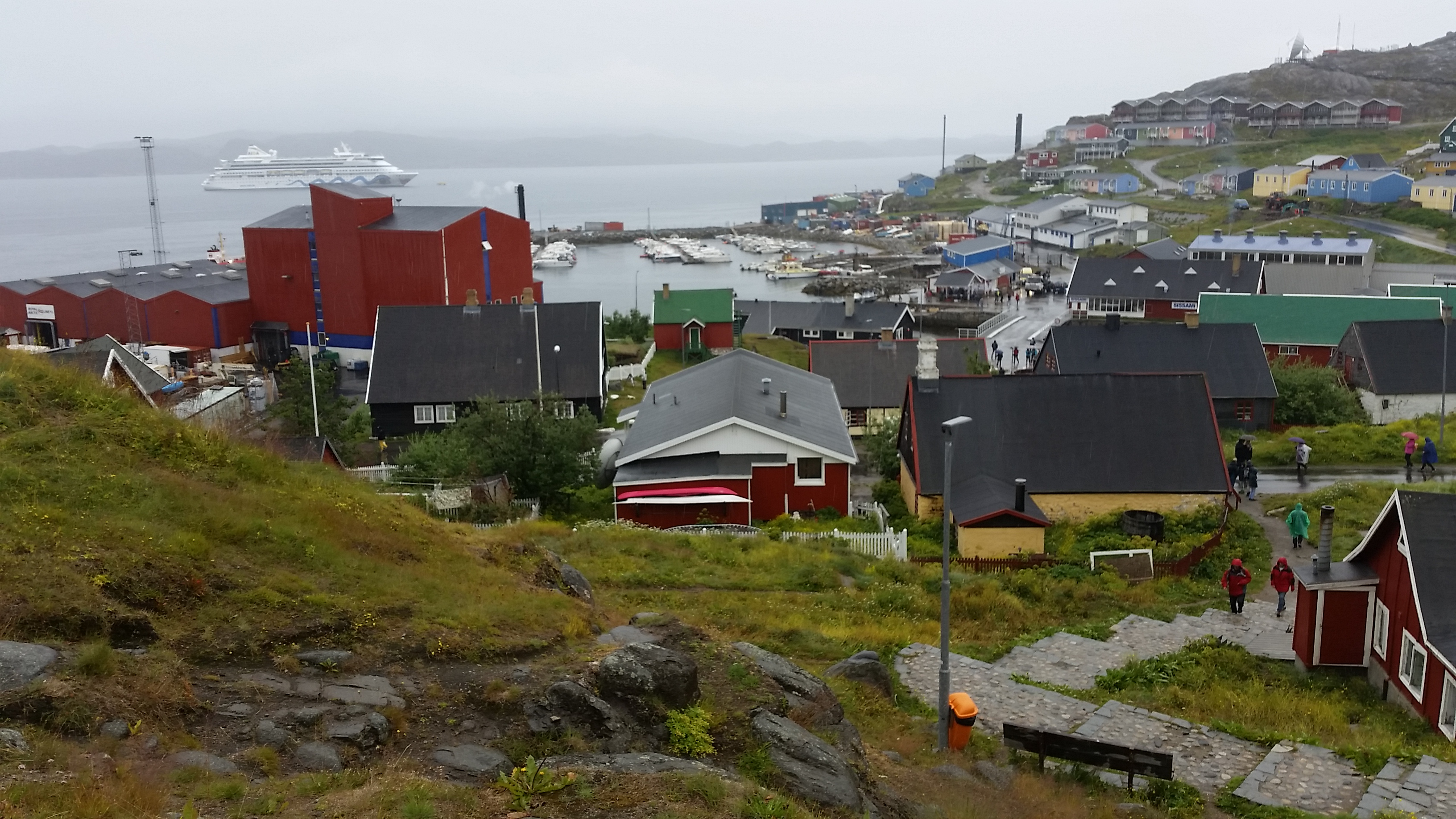
Pohled na domy v Qaqortoqu
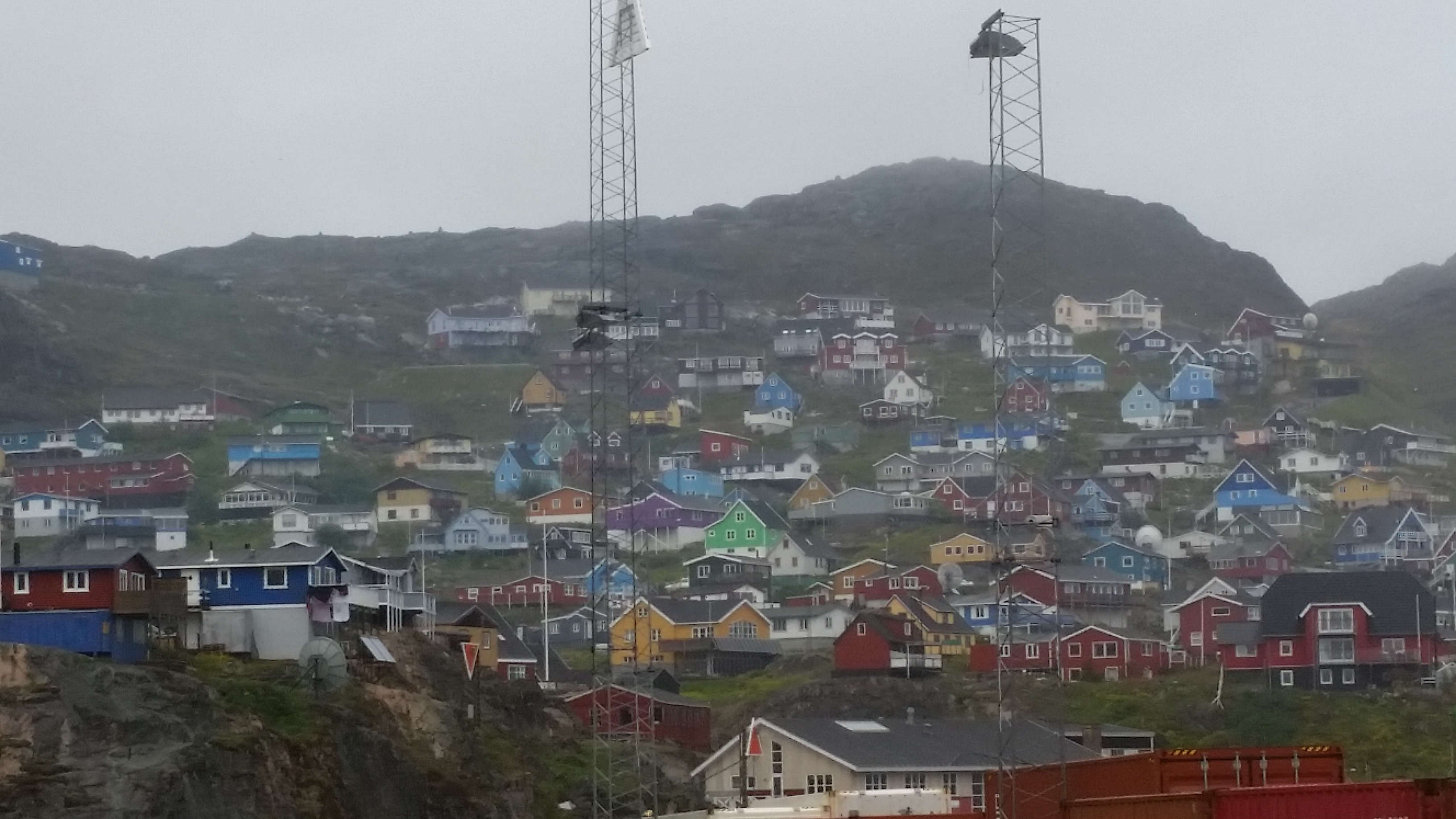
Pohled na Qaqortoq

## Partnerská města
- Aarhus, Dánsko

| Růžice kompasu | Arsuk     | Narsaq        | Igaliku       | Růžice kompasu |
| Růžice kompasu | Qassimiut | Sever         | Ammassivik    | Růžice kompasu |
| Růžice kompasu | Qassimiut | Qaqortoq      | Ammassivik    | Růžice kompasu |
| Růžice kompasu | Qassimiut | Jih           | Ammassivik    | Růžice kompasu |
| Růžice kompasu |           | Eqalugaarsuit | Alluitsup Paa | Růžice kompasu |